# Phật giáo

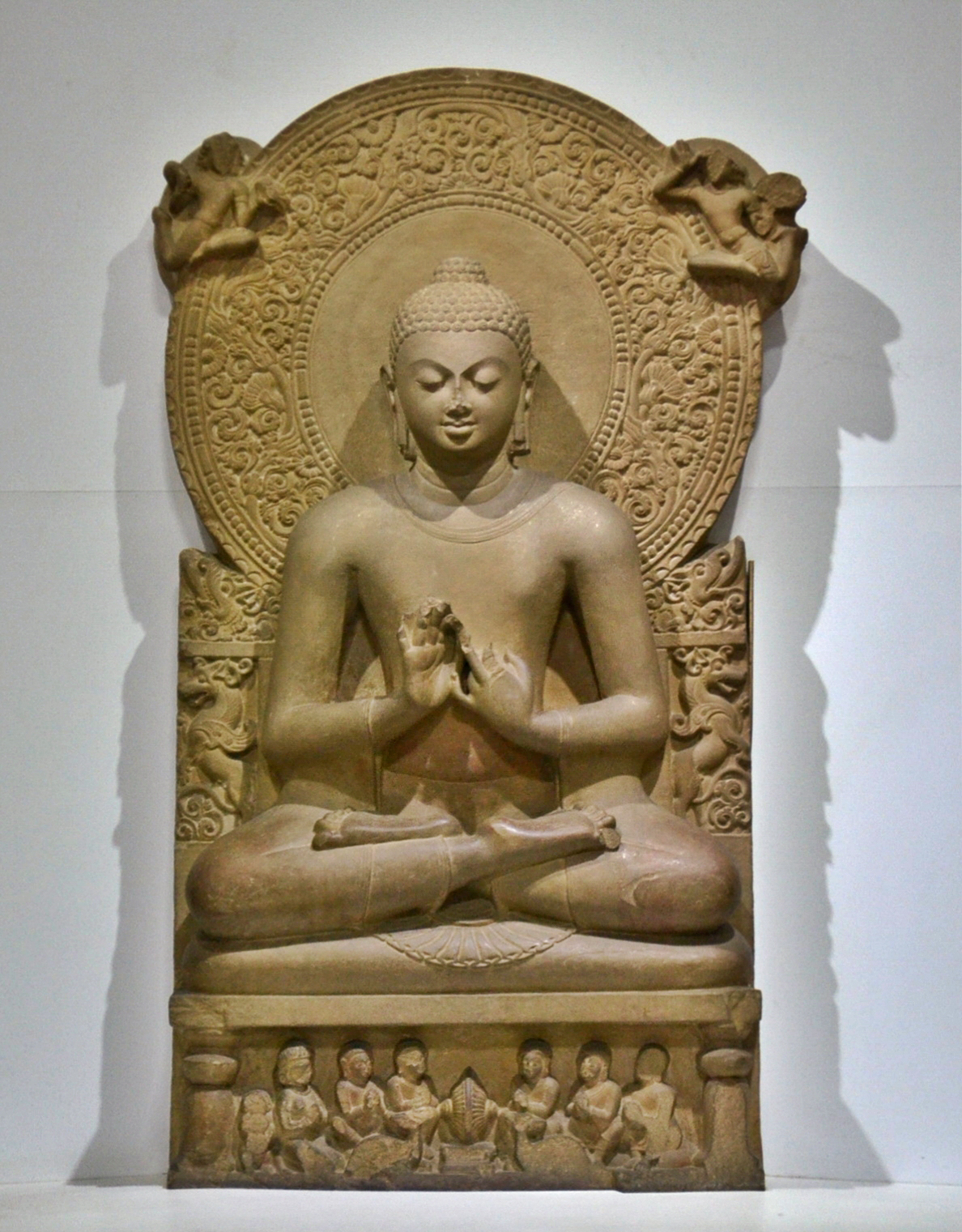
Tượng minh hoạ Đức Phật Chuyển Pháp Luân tại Bảo tàng khảo cổ học Sarnath của Ấn Độ vào thế kỷ 3-5

Phật giáo (tiếng Hán: 佛教 - tiếng Phạn: बुद्ध धर्म - IAST: Buddha dharma, Tiếng Anh: Buddhism) hay đạo Phật là một tôn giáo đồng thời cũng là một hệ thống của triết học có nguồn gốc từ Ấn Độ bao gồm một loạt các giáo lý, tư tưởng triết học cũng như tư tưởng cùng tư duy về nhân sinh quan, vũ trụ quan, thế giới quan, giải thích hiện tượng tự nhiên, tâm linh, xã hội, bản chất sự vật và sự việc; các phương pháp thực hành, tu tập dựa trên những lời dạy ban đầu của một nhân vật lịch sử có thật tên là Tất-đạt-đa Cồ-đàm (悉達多瞿曇, सिद्धार्थ गौतम, Siddhārtha Gautama) và các truyền thống, tín ngưỡng được hình thành trong quá trình truyền bá, phát triển Phật giáo sau thời Tất-đạt-đa Cồ-đàm.
Tất-đạt-đa Cồ-đàm thường được gọi là Bụt, Phật Thích Ca hay Đức Phật hoặc "người giác ngộ", "người tỉnh thức". Theo nhiều các tài liệu kinh điển của Phật giáo, cũng như các tài liệu khoa học và khảo cổ đã chứng minh rằng, Phật đã sống và thuyết giảng ở vùng đông bắc Ấn Độ ngày nay từ khoảng thế kỉ thứ 6 TCN đến thế kỉ thứ 5 TCN. Sau việc Đức Phật nhập niết-bàn (nibbāna) được khoảng hơn 100 năm, khi Đại hội kết tập kinh điển Phật giáo lần thứ hai diễn ra thì Phật giáo bắt đầu phân hóa ra thành nhiều nhánh và nhiều hệ tư tưởng khác nhau, với nhiều sự khác biệt, mặc dù cùng có xuất phát từ tư tưởng của Phật giáo Nguyên thủy của Đức Phật. Ngày nay có tồn tại ba truyền thống Phật giáo chính ở trên thế giới.
- Phật giáo Nam truyền (Nam tông): truyền thống Phật giáo được truyền từ Nam Ấn đến Sri Lanka, theo đường biển truyền đến khu vực Đông Nam Á. Đại biểu lớn nhất cho truyền thống này là Thượng tọa bộ, với hệ kinh điển Pali được coi là bảo tồn gần nhất với triết lý nguyên thủy của Phật giáo.
- Phật giáo Bắc truyền (Bắc tông): truyền thống Phật giáo được truyền từ Bắc Ấn đến Trung Á, theo Con đường tơ lụa truyền đến Trung Quốc, lan sang Nhật Bản, Triều Tiên và Việt Nam. Truyền thống này lấy tư tưởng Đại thừa làm chủ đạo, nên nó còn gọi là Phật giáo Đại thừa, với hệ kinh điển Sankrit - Hán ngữ đồ sộ, phong phú.
- Phật giáo Mật truyền (Mật tông): cũng được truyền qua Trung Á, qua Con đường tơ lụa đến Tây Tạng, sau đó lan sang Mông Cổ, Nepal và Bhutan. Chịu ảnh hưởng tư tưởng Chân ngôn, tiêu biểu là hệ phái Kim cương thừa, sử dụng hệ kinh điển Tạng ngữ là chính.

Phật giáo Nam tông thì phát triển mạnh ở Sri Lanka và Đông Nam Á (Campuchia, Miến Điện, Lào, Thái Lan, Miền Nam Việt Nam). Phật giáo Bắc tông thì phát triển mạnh ở Đông Bắc Á (Trung Quốc, Triều Tiên, Nhật Bản, Đài Loan,Việt Nam) và bao gồm nhiều phân nhánh nhỏ hơn như Tịnh độ tông, Thiền tông,... Còn Phật giáo Mật tông thì phát triển ở Tây Tạng, Mông Cổ, Nepal và Bhutan. Mặc dù phát triển chủ yếu ở châu Á, nhưng hiện nay Phật giáo được tìm thấy ở khắp thế giới. Ước tính số người chính thức theo Phật giáo (đã làm lễ Quy y Tam bảo) vào khoảng 350 triệu đến 750 triệu người, tuy nhiên số người chưa chính thức theo Phật giáo nhưng có niềm tin vào Phật giáo còn đông hơn con số đó rất nhiều, có thể đạt tới 1,5 tỷ người. Chẳng hạn như Trung Quốc với hơn 1,4 tỷ dân thì phần lớn dân số tin một phần hoặc toàn bộ giáo lý Phật giáo và thường đi chùa lễ Phật, dù trên giấy tờ tùy thân thì họ không được xác định là tín đồ Phật giáo.
Phật giáo sơ khởi là duy lý và có tính vô thần, hướng con người đến nhận thức chân lý, hay còn gọi là tỉnh thức, giác ngộ. Phật nguyên tiếng Phạn là Buddha, Bud là giác (biết, nhận thức), dha là người - nghĩa là người hiểu biết. Đức Phật là một nhân vật lịch sử có thật tên là Tất-đạt-đa Cồ-đàm (625 - 545 TCN) và theo Phật giáo Nam tông thì ông đã dùng 45 năm cuộc đời (còn theo Phật giáo Bắc tông là 49 năm cuộc đời) để đi khắp miền bắc Ấn Độ để truyền bá triết lý. Mặc dù vậy, theo ý niệm nguyên thủy của Phật giáo, Phật là một con người đã giác ngộ nghĩa là đã đạt được sự nhận thức đúng đắn về bản ngã và thế giới xung quanh nên đã được giải thoát. Ai cũng có thể trở thành Phật nếu người đó tự sử dụng trí tuệ của mình để nhận thức đúng đắn bản ngã và thế giới xung quanh do đó được giải thoát. Khi đã vượt qua sự vô minh, con người giác ngộ trở thành Phật và được giải thoát. Phật giáo không theo chủ nghĩa duy vật, cũng không theo chủ nghĩa duy tâm và khuôn mẫu các quan điểm chủ quan khác.
Các trường phái Phật giáo khác nhau ở quan điểm về bản chất của con đường đưa đến giác ngộ để được giải thoát, tính chính thống của các bài thuyết giảng và kinh điển, đặc biệt là ở phương thức tu tập. Vì hướng đến việc nhận thức đúng đắn bản ngã và thế giới khách quan nên hệ thống triết lý Phật giáo chứa đựng nhiều quan điểm bản thể luận và nhận thức luận. Siêu hình học trong triết học Phật giáo đã phát triển đến một trình độ cao. Phương Tây dịch giác ngộ thành khai sáng (enlightenment) vì trong triết học phương Tây, khai sáng là tự sử dụng trí tuệ của mình để nhận thức đúng đắn thế giới, tương đương như giác ngộ trong Phật giáo. Cũng như Nho giáo, Lão giáo và triết học phương Tây hiện đại, Phật giáo là một hệ thống triết học mang tính khai sáng nhằm hướng con người đến Chân - Thiện - Mỹ.

## Lịch sử
Phía đông bắc của tiểu lục địa Ấn Độ là dãy núi Hy-mã-lạp-sơn (Himalaya) cao lớn và dài tạo nên một hàng rào cô lập các vùng bình nguyên của xứ này với các vùng còn lại. Để liên lạc với bên ngoài thì chỉ có con đường núi xuyên qua Afghanistan. Khoảng 3000 năm TCN, người Dravidian bản địa xây dựng nên nền văn minh cổ xưa nhất ở Ấn Độ ven bờ sông Ấn và sông Hằng. Sau đó, người Aryan du mục đã dần mở mang và xâm chiếm các vùng lãnh thổ Ấn Độ và lan rộng ra hầu hết bán đảo Ấn Độ khoảng 1000 năm TCN. Nền văn hóa triết học chính ngự trị thời bấy giờ là văn hóa Vệ-đà (Vedas).
Văn hoá Vệ-đà nghiêng về sùng bái nhiều thần thánh cũng như có các quan điểm duy tâm và thần bí về thế giới và vũ trụ. Những sự phát triển về sau đã biến văn hóa Vệ-đà thành Đạo Bà-la-môn (Đạo Brāhmaṇa) và phân hoá xã hội thành bốn giai cấp chính trong đó đẳng cấp Bà-la-môn (tầng lớp tăng lữ) là giai cấp thống trị. Tư tưởng luân hồi cho rằng sinh vật có các vòng sinh tử thoát thai từ đạo Bà-la-môn (hay sớm hơn từ văn hóa Vệ-đà). Đạo Bà-la-môn còn cho rằng tồn tại một bản chất chung của vạn vật, đó là Đại ngã (Brahman).
Tôn giáo gắn liền với nó là triết học phát triển mạnh tại Ấn Độ với sự xuất hiện rất nhiều hướng triết lý và cách hành đạo khác nhau và đôi khi phản bác nhau. Trong thời gian trước khi Phật giáo xuất hiện, đã có rất nhiều trường phái tu luyện. Các xu hướng triết học cũng phân hoá mạnh như là các xu hướng, chủ nghĩa khoái lạc, ngẫu nhiên, hoài nghi mọi thứ, huyền bí pháp thuật, duy vật, duy tâm, tu khổ hạnh, tu đức hạnh, trì niệm chú, đọc tụng kinh...

Đại học Nalanda là một trung tâm Phật giáo quan trọng ở Ấn Độ (bị người Hồi giáo phá hủy năm 1197)

Phật giáo được Tất-đạt-đa Cồ-đàm, người sáng lập Phật giáo, thuyết giảng ở miền bắc Ấn Độ vào thế kỷ 6 TCN. Được truyền bá trong khoảng thời gian 45 năm theo Phật giáo Nam tông (hoặc 49 năm theo Phật giáo Bắc tông) khi Đức Phật còn tại thế ra đến nhiều nơi, nhiều dân tộc nên lịch sử phát triển của Phật giáo khá đa dạng về các bộ phái cũng như các nghi thức, nghi lễ hay phương pháp thực tập, tu học. Ngay từ buổi đầu, Đức Phật đã tổ chức được một giáo hội với các giới luật chặt chẽ. Tại Ấn Độ, Phật giáo có thể đã bắt đầu suy tàn từ thế kỉ thứ 7 và đạo Phật thật sự biến mất trên đất Ấn Độ từ đầu thế kỉ thứ 13 bởi sự đàn áp mạnh của chính quyền và quân Hồi giáo bên ngoài. Mãi đến giữa thế kỉ thứ 20, phong trào chấn hưng Phật giáo ở Ấn Độ mới bắt đầu nhờ công của 1 nhà hoạt động chính trị-xã hội và nhà kinh tế học người Ấn Độ tên là Bhimrao Ambedkar. Tuy nhiên, Phật giáo lại phát triển mạnh ở những nước lân cận. Phật giáo được truyền bá từ Ấn Độ sang Tây Tạng, Trung Quốc, Đông Bắc Á và Đông Nam Á. Nhờ vào tính chất khai sáng cùng sự uyển chuyển, linh hoạt của triết lý, Phật giáo được nhiều người tiếp nhận và có thể thích nghi với nhiều hoàn cảnh xã hội, nhiều tầng lớp giai cấp, nhiều phong tục tập quán ở các thời kỳ, đất nước khác nhau, và do đó ngày nay Phật giáo vẫn tiếp tục tồn tại và ngày càng phát triển rộng rãi trên toàn thế giới ngay cả trong các nước có nền khoa học tiên tiến như Hoa Kỳ, Canada, Úc và châu Âu. Triết lý Phật giáo phù hợp với tinh thần khai sáng của châu Âu nên nhiều nhà triết học ở đây chú ý nghiên cứu Phật giáo và truyền bá nó.
Ngay sau khi thành đạo dưới cội cây Bồ-đề (Bodhi) ở tại Bồ-đề Đạo Tràng (Bodh Gaya) vào khoảng giữa sau thế kỉ thứ 6 TCN - có tài liệu cho đó là vào năm 590 TCN theo Phật giáo Nam tông hay năm 595 TCN theo Phật giáo Bắc tông, Đức Phật đã quyết định thuyết giảng lại sự hiểu biết của mình. Bài kinh đầu tiên mà Đức Phật thuyết giảng đó là Kinh Chuyển pháp luân (Dhammacakkappavattana Sutta) giáo hóa nhóm có năm vị Tỳ-kheo (Bhikkhu) trở thành A-la-hán (Arahant): Kiều-trần-như (Koṇḍañña) trưởng nhóm, Vappa, Bhaddiya, Mahānāma và Assaji tại vườn phóng sinh nai tên gọi Vườn Lộc Uyển (Mrigadava) gần kinh thành Ba-la-nại (Bārāṇasī). 100 đệ tử đầu tiên là những người có quan hệ gần với Đức Phật đã hình thành Tăng-già (hay Tăng Đoàn, saṅgha) đầu tiên. Sau đó, những người này chia nhau đi khắp nơi và truyền bá thêm ngày càng nhiều người muốn theo thực tập và tu học. Để làm việc được với một lượng người theo thực tập và tu học ngày càng đông, Đức Phật đã đưa ra một chuẩn mực cho các đệ tử có thể dựa vào đó mà thu nhận thêm người được gọi là giới luật. Giới luật này phần chính là việc Quy y Tam bảo (Nương tựa Ba ngôi báu cao quý) - tức là chấp nhận theo hướng dẫn của chính Đức Phật, những lời dạy của Đức Phật (Giáo Pháp), và cộng đồng những người xuất gia thực hành theo lời dạy của Đức Phật (Tăng Đoàn).
Trong thời Đức Phật còn tại thế thì những người xuất gia theo Phật giáo được tập hợp trong tổ chức được gọi là Tăng Đoàn, trực tiếp được sự hướng dẫn của Đức Phật về giáo pháp và phương thức thực hành, tu tập. Tăng Đoàn là tổ chức thống nhất, bình đẳng giữa mọi thành viên không phân biệt giới tính, tuổi tác, thân thế, giai cấp xã hội và có mục tiêu tối cao là đem lại giác ngộ cho mọi thành viên. Giới luật của Tăng Đoàn dựa trên nguyên tắc tự giác. Trong các kì họp, giới luật được nêu lên, sau đó thành viên tự xét và nhận vi phạm nếu có. Những điều lệ chính được đề cập là nhẫn nhục, hành thiện tránh ác, tự chủ và kiềm chế trong ăn nói và tinh tấn. Nhờ vào tổ chức có tính bình đẳng và quy củ nên Tăng Đoàn tránh được nhiều chia rẽ. Ngoài những người xuất gia, Đức Phật còn có rất nhiều đệ tử tại gia hay cư sĩ. Giới cư sĩ cũng được Đức Phật thuyết giảng và ngược lại tham gia ủng hộ Tăng Đoàn về nhiều mặt. Khi Đức Phật còn tại thế. Ông là một nhà triết học, một vị chân sư còn các tu sĩ và quần chúng nhân dân là học trò của ông. Chỉ sau khi ông nhập niết-bàn thì Phật giáo mới hình thành với hệ thống giáo lý là những lời dạy của Đức Phật, giáo hội được các đệ tử của Đức Phật thành lập, giáo chúng là những người tin vào lời dạy của Đức Phật và tôn kính Đức Phật.
Sau khi Đức Phật niết-bàn thì Tôn giả Ma-ha-ca-diếp (Maha Kassapa) thay phần lãnh đạo giáo hội. Ông tập họp 500 vị Tỳ-kheo tại thành Vương-xá (Rājagaha) để tổ chức đại hội kết tập kinh điển Phật giáo lần thứ nhất nhằm kết tập những lời dạy của Đức Phật. Tại kỳ kết tập này giáo luật Phật giáo được tôn giả Ưu-ba-li (Upāli) kết tập và được tăng đoàn chấp thuận. Tôn giả A-nan-đà (Ananda) kết tập giáo pháp và được đại chúng nhất trí. Tôn giả A-nan-đa lần lượt kết tập các kinh Tăng nhất, Tăng thập, Đại nhân duyên, Tăng Kỳ Đà, Sa môn quả, Phạm Động và những kinh Phật thuyết giảng cho Tỳ-kheo, Tỳ-kheo Ni, Ưu bà tắc, Ưu bà di, chư Thiên và nhân loại. Những kinh dài kiết tập thành một bộ gọi là Trường A Hàm, những kinh trung bình kết tập lại thành một bộ gọi là Trung A Hàm. Những kinh nói cho nhiều đối tượng như Tỳ-kheo, Tỳ-kheo Ni, Ưu bà tắc, Ưu bà di và chư Thiên kết tập thành một bộ gọi là Tạp A Hàm. Những kinh lần lượt nói từ một pháp tăng dần đến mười một pháp kết tập thành một bộ gọi là Tăng Nhất A Hàm. Ngoài ra tập họp các kinh bao quát nhiều vấn đề thành một bộ gọi là Tạp Tạng. Sau kỳ kết tập này Luật tạng và Kinh tạng của Phật giáo cơ bản hình thành. Giáo hội giữ nguyên các hoạt động truyền thống của mình cho đến kì kết tập kinh điển lần thứ hai.
Đại hội kết tập kinh điển Phật giáo lần thứ hai diễn ra sau khi Đức Phật niết-bàn khoảng 100 năm do có sự mâu thuẫn về giới luật và tranh cãi về tính không hoàn hảo của một vị A-la-hán. Sự kiện diễn ra như sau, Trưởng lão Da-sá (Ya-za) trong lần tuần du đến thành Tỳ-xá-ly (Vaishali) đã nhận thấy các Tỳ-kheo ở đây thực hiện nhiều hành vi vi phạm giới luật. Trong đó nghiêm trọng nhất là việc nhận vàng bạc của thí chủ cúng dường. Ông nói như thế này với người dân và Tỳ-kheo ở Tỳ-xá-ly: "các ngươi không nên cúng thí tiền, ta từng đích thân theo Phật nghe pháp, nếu ai cầu thí không đúng với giáo pháp, cũng như những ai cúng thí không đúng với giáo pháp, cả hai đều đắc tội". Các vị Tỳ kheo ở đây từ chối cho rằng mình có tội, họ nói đó là những điều chỉnh thích hợp đối với văn hóa và phong tục nơi đây, mâu thuẫn không thể giải quyết và do vậy họ quyết định trục xuất Da-sá. Da-sá sau đó đi đến nhiều vùng đất khác nhau tập hợp các Trưởng lão và những người am hiểu phật pháp nhằm mục đích xem xét các hành vi trái với giới luật là có thể chấp nhận được hay không. Kỳ đại hội này đánh dấu sự phân phái chính thức đầu tiên của Phật giáo thành Trưởng lão bộ và Đại chúng bộ. Đại hội còn có 2 tên khác là Thất bách kết tập và Tỳ-xá-ly kết tập vì cuộc kết tập diễn ra tại thành Tỳ-xá-ly với sự tham giá của 700 vị A-la-hán. Khi đại hội kết thúc, trưởng lão Revata (Ly-bà-đa) kết luận: "Những gì không do Phật chế thì không được tùy tiện chế định, những gì do Phật đã chế thì không được vi phạm. Tăng chúng phải chăm chỉ học tập những gì Phật đã truyền dạy".
Đại hội kết tập kinh điển Phật giáo lần thứ ba diễn ra sau Đại hội kết tập kinh điển Phật giáo lần thứ hai đúng 118 năm dưới sự bảo trợ của vua Asoka (A-dục), nghĩa là sau Đức Phật niết-bàn khoảng 218 năm, tức là khoảng 325 năm TCN. Đại hội kéo dài khoảng 9 tháng dưới sự chủ tọa của Mục-kiền-liên-tử Đế-tu (Moggaliputta-Tissa). Địa điểm diễn ra đại hội là vườn Viên-lâm (Uyỳana), thành Hoa-thị (Pàtaliputta), thuộc miền Trung Ấn Độ. Số người tham gia đại hội là 1000 người. Mục đích của đại hội là ngăn chặn việc các sư đem giáo luật ngoại đạo giảng cho tín đồ, qua đó ngăn chặn rạn nứt trong Tăng Đoàn. Thể thức kết tập cũng giống hai lần đại hội trước. Sau khi kết tập, Mục-kiền-liên-tử Đế-tu đã soạn sách Thuyết-sự (Kathàvatnu) để phản bác nghĩa lý của các phái ngoại đạo đương thời. Một công việc quan trọng khác của Đại hội này là biên tập lại các bộ luận. Từ đó, kinh điển Phật giáo được hệ thống hóa đầy đủ thành tam tạng gồm tạng Luật, tạng Kinh và tạng Luận. Mục-kiền-liên-tử Đế-tu giao cho đệ tử phổ biến tam tạng này sang 9 nước khác gồm: Lankadipa (Sri Lanka), Suvannabhumi (Mon / Myanmar, Thái Lan), Himavanta (ở Himalaya), Yona (Hy Lạp)...
Đại hội kết tập kinh điển Phật giáo lần thứ tư là tên gọi chung cho hai đại hội kết tập kinh điển Phật giáo tại Sri Lanka và Kashmir. Năm 25 TCN tại chùa Thūpārama ở kinh đô Anuradhapura của Sri Lanka phái Thượng tọa bộ tổ chức đại hội kết tập kinh điển. Cũng có thuyết cho rằng đại hội này diễn ra vào khoảng 400 năm sau khi Gautama qua đời và được vua Vattagàmani bảo trợ. Lại có thuyết nữa cho rằng Đại hội này diễn ra vào năm 232 TCN (năm Phật lịch 313) thời vua Devanampiya Tissa (trị vì: 307 TCN – 267 TCN, mất 267 TCN). Thành quả của cuộc kết tập này của phái Thượng tọa bộ là bộ kinh điển bằng tiếng Pali, được viết lên lá cọ và được truyền bá sang xứ của người Môn ở Myanmar, Campuchia, Thái Lan, Lào ngày nay. Một đại hội khác được phái Thuyết nhất thiết hữu bộ tổ chức tại Kashmir diễn ra vào khoảng 400 năm sau khi Cồ-đàm qua đời (tức khoảng năm 78) tại thành Kasmira nước Kushan dưới sự bảo hộ của vua nước này là Kanishka. Chủ tọa đại hội là Vasumitra (Thế Hữu). Số đại biểu là 500 người. Mục đích của đại hội là hệ thống hóa lại các bộ luận của phái Thuyết nhất thiết hữu bộ. Thành quả của cuộc kết tập của phái Thuyết nhất thiết hữu bộ là 3 bộ luận bằng chữ Phạn gồm 300 ngàn bài kệ và 9.6 triệu từ được khắc trên các lá đồng.
Đại hội kết tập kinh điển Phật giáo lần thứ năm được tổ chức vào năm 1871 ở Mandalay, Miến Điện dưới sự bảo trợ của vua Mindon. Về dự đại hội có 2400 tu sĩ Phật giáo. Chủ trì đại hội là Thượng tọa Pong Yi Sayadaw. Các nhà sư nổi tiếng như Jāgarābhivamsa, Narindābhidhaja, Sumangalasāmi đã tham dự đại hội. Kết quả kết tập là toàn bộ Tam tạng được viết trên 729 phiến đá cẩm thạch, mỗi phiến đá cao hơn 1,5 m và rộng gần 1 m, khắc chữ đầy cả hai mặt. Luật tạng khắc trên 101 phiến đá, Kinh tạng trên 520 phiến, và Luận tạng trên 108 phiến. Phần chú giải của Tam tạng được khắc trên 1774 phiến đá khác. Các phiến đá này được vua cho lưu trữ ở tháp Mahalokamarakhin và tháp Candamunī.
Đại hội kết tập kinh điển Phật giáo lần thứ sáu diễn ra từ ngày Phật đản 17 tháng 5 năm 1954 đến ngày Phật đản năm 1956 ở thủ đô Yangon, Miến Điện. Đại hội do Chính phủ Miến Điện bảo trợ. Các đại biểu đến từ Miến Điện và các nước có Thượng tọa bộ gồm Campuchia, Lào, Thái Lan, Việt Nam, Sri Lanka, Ấn Độ và Nepal. Chủ tọa Đại hội là Nyungan Sayadaw. Người nêu nghi vấn về kinh điển là Mahasi Sayadaw. Người giải đáp nghi vấn là Mingun Sayadaw (Bhadanta Vicittasāra Bhivamsa). Cuộc vấn đáp được chủ tọa và 2500 tu sĩ Phật giáo theo dõi, chất vấn và ghi chép. Kinh điển được kết tập, xem xét, chú giải bằng ba thứ tiếng Pāli, tiếng Myanmar, và tiếng Anh. Các kinh điển của kỳ Đại hội lần thứ năm được sử dụng làm căn cứ và đối chiếu với các bản kinh cổ của Sri Lanka, Campuchia, Thái Lan và Hiệp hội Thánh điển Pāli ở Luân Đôn.

## Giáo lý cốt lõi

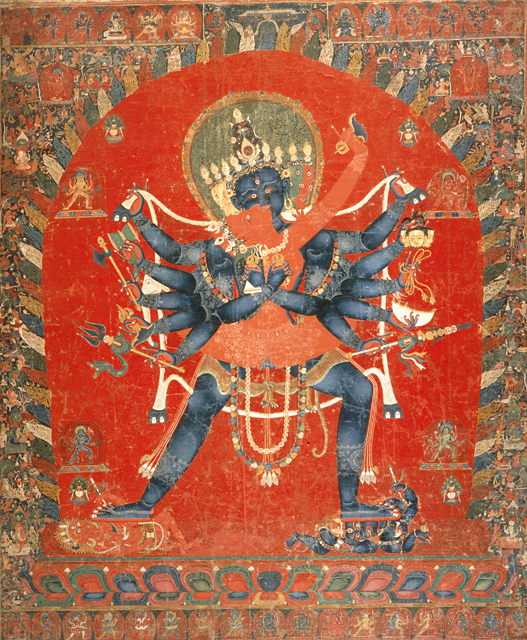
Tranh vẽ Yab-Yum, biểu tượng cho từ bi và trí tuệ trong đạo Phật tại Tây Tạng

Từ bi và trí tuệ là hai trụ cột trong giáo lý Phật giáo. Toàn bộ giáo lý Phật giáo nhằm hướng con người đến việc sử dụng trí tuệ của mình nhận thức thế giới đúng như nó thật là để từ đó sống từ bi.
Toàn bộ giáo pháp của Phật giáo được chứa đựng trong Tam tạng (zh. 三藏, sa. tripiṭaka, pi. tipiṭaka, bo. sde snod gsum སྡེ་སྣོད་གསུམ་) gồm:
1. Kinh tạng (zh. 經藏, sa. sūtra-piṭaka, pi. sutta-piṭaka, bo. mdo sde`i sde snod མདོ་སྡེའི་སྡེ་སྣོད་) bao gồm các bài giảng của chính đức Phật hoặc các đại đệ tử. Kinh điển Phật giáo (Tipitaka) được phiên dịch từ tiếng Pali và được xem là gần gũi với lời Phật dạy nhất; gồm năm bộ: 1. Trường bộ kinh (pi. dīgha-nikāya), 2. Trung bộ kinh (pi. majjhima-nikāya), 3. Tương Ưng Bộ kinh (pi. saṃyutta-nikāya), 4. Tăng chi bộ kinh (pi. aṅguttara-nikāya) và 5. Tiểu bộ kinh (pi. khuddaka-nikāya). Ngoài ra còn có chú giải và phụ chú giải.
2. Luật tạng (zh. 律藏; sa., pi. vinaya-piṭaka, bo. `dul ba`i sde snod འདུལ་བའི་སྡེ་སྣོད་), chứa đựng lịch sử phát triển của Tăng-già (sa., pi. saṅgha) cũng như các giới luật của người xuất gia, được xem là tạng sách cổ nhất, ra đời chỉ vài mươi năm sau khi Phật nhập Niết-bàn.
3. Luận tạng (zh. 論藏, sa. abhidharma-piṭaka, pi. abhidhamma-piṭaka, bo. mngon pa`i sde snod མངོན་པའི་སྡེ་སྣོད་) — Phật giáo nguyên thủy gọi là A-tì-đạt-ma hoặc Vi diệu pháp — chứa đựng các kiến thức về tâm.

Tam tạng còn được truyền lại trọn vẹn nhất chính là Tam tạng tiếng Pali. Theo lịch sử, Kinh tạng và Luật tạng bằng tiếng Pali được viết lại trong lần kết tập thứ nhất (năm 480 trước Công nguyên), trong đó Ưu-bà-li nói về Luật và A-nan-đà trình bày giáo pháp. Những lời thuật lại của hai vị đại đệ tử này đã trở thành cơ sở của hai tạng đó. Và tạng vi diệu pháp cũng hình thành ngay sau đó.
Trong kinh Di Giáo, trước khi vào Niết bàn, Phật Thích ca để lại di huấn: "Sau khi Như Lai diệt độ rồi, các Tỳ kheo hãy lấy Giới luật làm Thầy". Trong tam tạng pháp bảo (Tạng Kinh, Tạng Luật, Vi Diệu Pháp), Phật coi Giới Luật là điều quan trọng nhất để duy trì đạo phật - "Giới luật còn, Phật pháp vẫn còn. Giới luật không còn, Phật pháp cũng mất".
Kinh Phật cũng ghi rằng Đức Phật từng tiên tri giáo pháp của ông sẽ tồn tại được 5.000 năm rồi sẽ bị hoại diệt. Bởi qua thời gian lâu dài, các thế hệ tăng ni - Phật tử sau này ngày càng khó thực hành theo lời giáo huấn của Phật, các giáo lý cũng ngày càng bị pha tạp hoặc bị hiểu nhầm. Dần dần đến thứ cốt yếu - những giới luật thanh tịnh - cũng sẽ không còn giữ được nữa, khi giới luật mất đi thì cũng là lúc đạo Phật cũng tiêu hoại. Đây được gọi là thời kỳ Mạt pháp. Sự hoại diệt này cũng đã từng xảy ra với giáo pháp của tất cả những vị Phật trong quá khứ. Phật Thích ca cũng tiên tri rằng: trong một tương lai rất xa nữa, khi đạo Phật đã hoại diệt và sự tồn tại của Phật Thích Ca đã bị nhân loại lãng quên từ rất lâu rồi, sẽ có vị Phật kế tiếp là Phật Di Lặc xuất hiện, một lần nữa truyền dạy lại đạo Phật cho nhân loại.

### Tứ Thánh Đế
Cơ sở tư tưởng và cốt lõi của triết lý Phật giáo là Tứ Thánh Đế. Bốn chân lý giải thích bản chất của sự khổ trong luân hồi (輪回), nguyên nhân của sự khổ, và làm thế nào để giải trừ đau khổ. Nếu như có một ngọn lửa tự cháy giữa hư không, vô nhân, vô duyên, vậy thì khi muốn dập tắt ngọn lửa ấy là điều không thể nào, thế nhưng ngược lại, trong thực tế ngọn lửa nào cháy lên cũng có nhân, có duyên của: chất đốt, không khí, v.v.. Khi chúng ta loại bỏ các điều kiện đó thì ngọn lửa cũng tắt, tương tự như vậy, Đức Phật dạy Ở đời thực có khổ đau (Khổ đế), khổ đau cũng có nguyên nhân (Tập đế), khổ đau có thể dập tắt (Diệt đế), và Bát chánh đạo - Trung đạo là con đường đưa đến khổ diệt (Đạo đế). Tứ diệu đế là sự nhận thức đúng đắn các loại khổ đau, nguyên nhân dẫn đến khổ đau, trạng thái không có khổ đau và con đường để thoát đau khổ. Con người chỉ thoát khỏi đau khổ nhờ nhận thức đúng về đau khổ. Thoát khỏi vô minh thì hết đau khổ. Đây là quan điểm triết học mang tính duy lý.
1. Khổ đế (苦諦་), chân lý về sự Khổ: đau trên thân gồm: sinh, lão, bệnh, tử; khổ tâm gồm: sống chung với người mình không ưa, xa lìa người thân yêu, mong muốn mà không được, chấp vào thân ngũ uẩn. Khổ đau là một hiện thực, không nên trốn chạy, không nên phớt lờ, cũng không nên cường điệu hóa. Muốn giải quyết khổ đau trước tiên phải thừa nhận nó, cố gắng phân tích nó để nhận thức nó một cách sâu sắc.
2. Tập đế (集諦་), chân lý về sự phát sinh của khổ: khổ đau đều có nguyên nhân thường thấy do tham ái, sân hận, si mê, chấp thủ. Cần truy tìm đúng nguyên nhân sinh ra khổ, nguồn gốc sâu xa sinh ra khổ trong sinh tử luân hồi là do vô minh và ái dục, những mắt xích liên quan nằm trong 12 nhân duyên.
3. Diệt đế (滅諦), chân lý về diệt khổ: là trạng thái không có đau khổ, là một sự an vui giải thoát chân thật, là một hạnh phúc tuyệt vời khi chấm dứt dục vọng và chấm dứt vô minh.
4. Đạo đế (道諦), chân lý về con đường dẫn đến diệt khổ: Phương pháp để đi đến sự diệt khổ là con đường diệt khổ tám nhánh (Bát chính đạo) và xoay quanh ba trụ cột chính là Trí tuệ - Đạo đức - Thiền định. Phương tiện hay pháp môn để thành tựu con đường bát chi thánh đạo là 37 phẩm trợ đạo.

### Bát chánh đạo
- Chánh kiến (सम्यग्दृष्टिः, 正見, Nhận thức chân chính): Hành giả bằng học tập, bằng kinh nghiệm thực hành có được kiến thức về đạo đức, đạo lý. Cơ sở kiến thức căn cứ theo lời Phật dạy, là những giáo lý Luật Nhân Quả, Tứ Diệu Đế, Bát Chánh Đạo, Mười Hai Nhân Duyên, Tứ vô Lượng Tâm, Tứ Chánh Cần, Ngũ Căn Ngũ Lực, Thiền Định, Không chấp công, ....
- Chánh tư duy (सम्यक्संकल्पः, 正思唯, Suy nghĩ chân chính): Hành giả nhờ những kiến thức từ Chánh Kiến để suy nghĩ đúng đắn, nhằm đem lại lợi ích, an vui cho cộng đồng.

- Hành giả thực hành chánh tư duy để xây dựng tâm hồn, thành đạo đức hiền lương theo từng lần tác ý.
- Khi khởi tâm bất thiện, hành giả quyết chí diệt trừ, biết hối hận ăn năn, biết canh phòng lần khác.
- Khi tiếp xúc với cuộc sống, hành giả luôn chủ động tác ý thiện lành, tự nhắc chẳng có ta, để mà tham sân giận.
- Hành giả thường tự răn tự nhắc, phải biết sống vị tha, luôn cung kính ái hòa, không khoe khoang kiêu mạn.
- Hành giả thường khởi tâm tôn kính Mười phương Phật Pháp Tăng, như ngưỡng vọng cao sơn, còn mình như bụi rác.
- Hành giả thường khỏi tâm từ bi ban rải khắp nơi.
- Hành giả tự nhắc mình tránh khỏi những ô nhiễm thấp hèn, gắng giữ giới hạnh sạch trong theo gương các bậc Thánh.
- Việc tu hành tiến bộ căn cứ vào việc hành giả ngày càng tinh tế, kiểm soát tâm ý mình và phát hiện ra những ý niệm sai.
- Chánh ngữ (सम्यग्वाक्, 正語་, Lời nói chân chính): Hành giả thực hành nói những lời mang lại an vui hạnh phúc cho cộng đồng.

- Không chê bai bừa bãi, không nói điều dơ bẩn, không nói điều khen mình, không nói điều đua ganh, không nói điều giả dối,... Tuy nhiên, vẫn có những trường hợp phải nói ra những lầm lỗi của người khác để họ biết sửa lỗi và tránh thiệt hại cho cộng đồng.
- Cần thực hành nói những lời hòa ái, khen ngợi người tốt cho người khác nghe, thường ngợi ca đạo lý Phật dạy, thường nói về nhân quả, về nhiều kiếp luân hồi,... Hành giả làm được thiện nghiệp hay ác nghiệp căn cứ vào từng lời nói đạo đức hay không đạo đức.
- Chánh nghiệp (सम्यक्कर्मान्तः, 正業, Hành vi chân chính): Hành giả thực hiện những việc làm cụ thể và đem lại niềm vui cho cộng đồng.

- Hành giả không thực hiện, ngăn người khác thực hiện những điều ác độc gây đau khổ chúng sinh, chỉ làm những việc lành và khuyến khích người khác làm những việc lành, cho chúng sinh an lạc.
Có khi là nhường người tốt tiến lên, có khi là gánh lấy những trách nhiệm nặng nhọc, có khi là nghiêm khắc ngăn kẻ xấu làm sai, có khi là trợ giúp những ai làm điều thiện.
- Hành giả rất siêng năng lễ kính Phật, sám hối nghiệm nghìn xưa, việc bất thiện không làm nữa, việc thiện lành gắng vun bồi.
- Các bậc Bồ tát lại có những Chánh nghiệp phi thường, thường gián tiếp giúp đỡ mà chúng sinh không biết.
- Hành giả thực hành vô số việc làm cụ thể để tạo thành vô biên phước báo.
- Chánh mạng (सम्यगाजीवः, 正命, Sinh kế chân chính): Hành giả làm nghề nghiệp giúp nuôi sống bản thân mình.

- Nhờ phước báo từ Chánh Nghiệp, mà hành giả được tự do chọn lựa nghề nghiệp sao cho phước lành sinh thêm mãi.
- Nghề tốt phải gồm đủ 2 yếu tốt: tạo phước từng ngày và có thời gian tu tập.
- Riêng nghề tu sĩ là "khất thực"(xin ăn), nhưng không luồn cúi thấp hèn mà luôn đĩnh đạc uy nghi.
- Chánh tinh tấn (सम्यग्व्यायामः, 正精進, Chuyên cần chân chính): Hành giả thực hành cách nhiệp tâm trong thiền định.

- Ở giai đoạn này, hành giả gặp rất nhiều khó khăn, trở ngại trong quá trình tu tập. Dù còn nhiều chướng ngại, nhưng hành giả vững lòng thực hành thiền định hướng về mục tiêu Vô ngã.
- Công phu thiền định được thực hành cẩn thận, được sự nhắc nhở của các bậc Chân tu để có thể tiến đạo. 
- Chánh niệm (सम्यक्स्मृतिः, 正念, Ý thức chân chính): Chánh niệm tỉnh giác. Trải qua thời gian tu hành chân chính, hành giả dần đạt được trạng thái chánh niệm tỉnh giác.

Ở trạng thái này, hành giả kiểm soát tâm, không mờ mịt mê lầm, chạy theo ngoài thanh sắc. Tuy chỉ mới bắt đầu, chưa phải đã vào sâu trong quá trình tu tập, hành giả cần cẩn thận tác ý, tránh kiêu căng kiêu mạn.
Hành giả còn cần trải qua nhiều kiếp an trú vững chắc mới hết giai đoạn Chánh niệm.
Giá trị tu hành của giai đoạn này để hành giả diệt trừ được 5 triền cái theo trình tự: Tham (vị này không còn tham lam, muốn tích trữ bất cứ thứ gì), Sân (vị này không còn nổi nóng vì bất cứ lý do gì), Hôn trầm (nếu cần phải tỉnh táo không ngủ, thì tỉnh rất dễ dàng, dù cơ thể sẽ mệt), Nghi (có trí tuệ thông hiểu rất nhiều điều trong cuộc sống), Trào cử (thân người trong thiền định cứng chắc, có thể ngồi thiền rất lâu dài).
Với đạo đức rất trọn vẹn và thiện nghiệp lớn lao, hành giả có thể chứng đắc được Thánh quả Tu Đà Hoàn (Sơ quả) và Tư Đà Hàm (Nhị quả) trong giai đoạn Chánh niệm.
- Chánh định (सम्यक्समाधिः, 正定་, Tập trung chân chính): Hành giả kiên trì thực hành tu tập để vượt qua 4 tầng thiền định.

Cơ sở 4 tầng thiền: sơ thiền (ly dục ly ác pháp sinh hỷ lạc, có tầm, có tứ), nhị thiền (diệt tầm, diệt tứ, định sinh hỷ lạc, nội tĩnh, nhất tâm), tam thiền (ly hỷ, trú xả), tứ thiền (xả lạc, xả khổ, xả niệm thanh tịnh) cùng với những phương pháp hỗ trợ như Tứ Niệm Xứ, quán niệm hơi thở, quán thân vô thường... được đề cập trong kinh tạng Pali.
Với đạo đức rất trọn vẹn và thiện nghiệp lớn lao, hành giả có thể chứng đắc được Thánh quả Tư Đà Hàm (Tam quả).
Sau khi đã đạt Tứ thiền, hành giả quán chiếu đầy đủ về Vô Ngã, vị này sẽ chứng đạt Tam minh gồm: Túc mạng minh, Thiên nhãn minh, Lậu tận minh. Chứng tam minh xong, hành giả giải thoát hoàn toàn, thành tựu thánh quả A-la-hán, các vị A-la-hán tuyên bố "Tái sinh đã tận, hạnh thánh đã thành, việc nên đã làm, không còn trở lại sinh tử này nữa".

### Nhân quả và luân hồi
Trong Phật giáo có hai khái niệm quan trọng là nhân quả và luân hồi. 
1. Nhân Quả:
  1. Phật giáo giải thích mọi sự việc đều là sự biểu hiện của luật nhân - quả. Nghĩa là mọi sự việc đều là kết quả từ nguyên nhân trước đó. Sự việc đó chính nó lại là một nguyên nhân của kết quả sau này. Nhân có khi còn gọi là nghiệp, và một khi đã gieo nghiệp thì ắt sẽ gặt quả (để phân biệt tích cực với tiêu cực một cách tương đối thì có khái niệm "thuận duyên", "nghịch duyên" hoặc "Thiện nghiệp", "Ác nghiệp"). Từ nhân đến quả có yếu tố duyên. Duyên là điều kiện thuận lợi, là cơ hội cho phép kết quả xảy ra (thuận duyên) hoặc điều kiện cản trở, trì hoãn kết quả tới chậm hơn, đôi khi triệt tiêu kết quả (nghịch duyên). Các tương tác nhân - quả phức tạp diễn ra song song hoặc nối tiếp nhau gọi là "trùng trùng duyên khởi".
  2. Nhân quả tương tác theo luật tương ứng: nhân nào thì quả nấy; hạt táo không thể sinh ra quả bưởi, hạt xoài không thể sinh ra quả đào. Kinh Phật ghi rằng "Nếu cái này tồn tại thì cái kia hình thành. Cái này phát sinh thì cái kia phát sinh. Cái này không tồn tại thì cái kia không hình thành. Cái này diệt thì cái kia diệt". Các nguyên nhân cùng loại nhưng trái chiều sẽ tương tác, bù trừ nhau, cái nào mạnh hơn sẽ tạo ra kết quả sau khi bù trừ xong. Học thuyết nhân quả dựa trên kinh tạng nguyên thủy lý giải rằng nghiệp đã gieo có thể chuyển được do gieo nhân mới đối lập với nhân cũ. Luật Nhân quả có sự linh động và uyển chuyển, để có thể phát hiện ra những vấn đề của luật nhân quả đòi hỏi hành giả phải có sự học hỏi, thực hành và chiêm nghiệm. Giai đoạn 1: Luật Nhân Quả giải thích cơ bản bằng câu nói "gieo nhân gì gặt quả nấy" Giai đoạn 2: Luật Nhân quả giải thích cho tình huống: "Một người xin tiền mình đi mua dao để sát hại người khác". Nhân quả ở đây không phải là vì người này cho tiền mà được phúc, mà nếu người sử dụng đồng tiền làm điều ác thì người cho sẽ bị tội. Tới giai đoạn này, người thực hành nhân quả phải cẩn thận trong việc làm của bản thân. Giai đoạn 3: Luật nhân quả giải thích cho tình huống: "Tên trộm lẻn vào nhà người dân, lấy đi một số vàng". Nếu đây là nhân quả mất tài sản của gia đình đó, thì tại sao lại bắt tên trộm khi tên trộm làm đúng nhân quả? Nhân quả đến giai đoạn này trên cơ sở, gia đình này đến thời điểm chịu quả báo mất tài sản, tên trộm đến lúc thực hiện hành vi ăn cắp, hai bên đủ điều kiện để thực hiện. Trong đó, tên trộm đã đủ cơ sở để hưởng quả báo từ những suy nghĩ ác về kế hoạch ăn trộm. Kẻ đó cũng đồng thời gieo một ác nghiệp cho tương lai của hắn. Càng chiêm nghiệm và thực hành nhân quả, con người càng có trí tuệ để sống đúng, sống ích cho cuộc đời, hỗ trợ tu hành và thực hành Bồ tát đạo. Luật Nhân - quả không chỉ tồn tại trong xã hội loài người mà tồn tại trong toàn vũ trụ, ứng nghiệm vào mọi đối tượng vật chất (không có gì hiện tượng nào xảy ra trong vũ trụ mà không có nguyên nhân).
  3. Con người dù không thể thấy được toàn bộ, không thể lý giải được hoàn toàn nhân quả này thì mối quan hệ nhân quả vẫn là một quy luật tự nhiên khách quan. Có những người dù không nhận thức được, thậm chí có thể họ không tin vào nhân quả, nhưng quy luật này vẫn vận hành và chi phối vạn vật, bao gồm chính bản thân họ. Tuy nhiên khác với khoa học hiện đại, khi lý giải về cuộc sống của con người, Phật giáo cho rằng quan hệ nhân quả là xuyên suốt thời gian chứ không chỉ trong một kiếp sống. Việc này dẫn đến khái niệm luân hồi.
2. Luân hồi:
  1. Luân hồi chỉ cho việc tâm thức trải qua nhiều kiếp sống. Chết là hết một kiếp, tâm thức mang theo nghiệp đi tái sinh kiếp mới. Hình thức của một kiếp sống là khác nhau, có thể chuyển đổi giữa các loài, các thế giới (cõi súc sinh, cõi người, cõi a-tu-la, cõi trời). Quan hệ nhân quả quyết định cách thức luân hồi, hay nói cách khác tùy nghiệp đã tạo mà sẽ luân hồi tương ứng để nhận quả.
  2. Chết là hết một kiếp, nhưng lại là khởi đầu của một kiếp khác, nối tiếp vô cùng tận. Dù có hết một kiếp sống thì vẫn sẽ tiếp tục luân hồi sang kiếp khác để nhận quả. Còn luân hồi là còn khổ. Phật giáo chỉ ra rằng luân hồi chỉ có thể bị phá vỡ nếu giác ngộ, nghĩa là có thể thoát khỏi luân hồi sinh tử nếu biết cách "đoạn diệt" các nguyên nhân dẫn dắt luân hồi, nghĩa là không còn quan hệ nhân quả. Phật giáo gọi đó là giải thoát và toàn bộ giáo pháp của Phật đều nhằm chỉ ra con đường giải thoát, như Phật đã nói "Như mặn là vị của nước biển, còn vị của đạo ta là giải thoát".

### Siêu hình học
Trong đạo Phật những vấn đề siêu hình không là vấn đề hệ trọng đối với những ai đang cố thực hiện cuộc thực nghiệm tâm linh. Đối với các vị tỳ kheo hay đặt những thắc mắc siêu hình, đức Phật thường quở phạt là vì lẽ đó. Ông dạy rằng điều hệ trọng nhất là phải tự tinh tiến lên để được giải thoát giác ngộ, đừng phí thì giờ và tâm lực vào những vấn đề siêu hình "Này các tỳ kheo, các thầy đừng thắc mắc về vấn đề thế giới nầy là hữu hạn hay vô hạn, hữu cùng hay vô cùng. Dù thế giới nầy là hữu hạn hay vô hạn, là hữu cùng hay vô cùng, thì điều mà chúng ta phải nhận là thực có ở giữa đời nầy, vẫn là những khổ đau sinh lão bệnh tử". Đức Phật lựa chọn một ít những chân lý căn bản có lợi cho sự giải thoát diệt khổ để dạy cho tứ chúng đệ tử. Trong Kinh có chép câu chuyện của một người bị trúng tên độc không chịu cho người ta nhổ tên để rịt thuốc "Khoan, khoan nhổ mũi tên đã. Để tôi còn phải tìm hiểu kẻ nào đã bắn tôi, mặt mũi ra sao, tên gì, làng nào, có thù hằn gì với tôi không, rồi sau hãy nhổ." Nếu mà tìm hiểu được từng ấy thứ thì thuốc độc đã ngấm vào thân thể rồi, còn cứu làm sao được. Đức Phật cho rằng các đệ tử phải thực hành phương pháp giải thoát diệt khổ, đừng mất thì giờ đi tìm hiểu những chuyện vu vơ.
Những vị đệ tử chưa chứng ngộ thường thắc mắc về Niết Bàn và đặt những câu hỏi về Niết Bàn. Đức Phật có nhiều lần đã im lặng trước những câu hỏi đó. Sự im lặng của ông cũng đã là một cách trả lời. Tìm hiểu về Niết Bàn là một việc làm mất thì giờ lại còn dễ đưa người tới những tưởng tượng hư vọng. Niết Bàn là một thực thể cần được thực chứng chứ không phải là đối tượng của những suy luận duy lý. Không cho những vấn đề siêu hình là quan trọng, đó là một điểm đặc biệt của đạo Phật. Một vị tỳ kheo quyết tâm chứng đạo, không bắt buộc phải có lòng tin của một tín đồ. Người ấy có thể không bận tâm đến các vấn đề cực lạc, thiên đường, luân hồi, địa ngục. Người ấy chỉ cần đặt vấn đề giải thoát diệt khổ. Bởi vì người ấy đã có thể nhận chân được tính cách khổ, không, vô thường, vô ngã của vạn hữu (khổ đế) cùng nguyên nhân của những khổ đau ràng buộc ấy (tập đế) và cương quyết trừ diệt chúng bằng những phương pháp hợp lý (đạo đế) để đi đến sự chiến thắng khổ đau, sống trong tịnh lạc (diệt đế). Một khi thành công, người sẽ biết tất cả, hiểu tất cả, vì bấy giờ người đã sống trong chân lý. Cuộc thực nghiệm tâm linh sẽ đưa đến chỗ chứng đạo, thấu hiểu mọi chân lý mầu nhiệm bằng trí tuệ Bát nhã. Có quan điểm cho rằng chân lý chỉ có thể thấu triệt bằng thực nghiệm, vậy thì những cuộc suy luận về các vấn đề siêu hình đều chỉ là "hý luận" không cần thiết vì vậy chớ nên nghĩ rằng giáo lý đạo Phật chỉ nhằm mục đích giải đáp những thắc mắc siêu hình.

### Thế giới quan
Nhiều tôn giáo khác cho rằng Trái Đất là trung tâm của vũ trụ, là nơi được Thượng đế ưu ái nhất. Nhưng Đạo Phật thì cho rằng Trái Đất chỉ là một trong muôn vàn các thế giới cùng tồn tại, mỗi thế giới lại có những đặc điểm khác nhau, thế giới mà chúng ta đang sống chỉ giống như một hạt cát trong vũ trụ. Phật Thích Ca nói rằng: ông chỉ là vị Phật truyền đạo trong cõi Ta Bà (tên gọi Trái Đất trong Phật giáo) mà thôi, chứ thực ra còn có vô số các cõi thế giới khác nữa. Cũng tương ứng như vậy, ngoài Phật Thích Ca thì còn có vô số các vị Phật khác đã, đang hoặc sẽ xuất hiện và truyền đạo ở các cõi thế giới khác nhau (tiêu biểu như Phật Nhiên Đăng, Phật Padumuttara, Phật Tỳ Bà Thi... từng xuất hiện cách đây rất lâu ở những cõi thế giới khác, khi cõi Ta Bà (tức Trái Đất hiện nay) còn chưa hình thành).
Phật giáo có khái niệm Tiểu thiên thế giới (1 ngàn hành tinh), Trung thiên thế giới (1 triệu hành tinh), đại thiên thế giới (1 tỷ hành tinh), Tam thiên đại thiên thế giới (3 nghìn tỷ hành tinh). Đức Phật nói vũ trụ này lại có "vô số Tam thiên đại thiên thế giới", tức là số lượng các thế giới khác nhau gần như là vô hạn. Phật Thích Ca từng nói: "Trên vũ trụ này còn vô số những thế giới khác, trong một ly nước cũng có vô số những con trùng trong đó". Đối chiếu theo quan điểm khoa học hiện đại, thì "Tam thiên đại thiên thế giới" chính là tương ứng với một thiên hà, còn những con trùng trong bát nước chính là vi khuẩn, và quả thực là trong vũ trụ có vô số thiên hà, cũng như trong 1 ly nước có vô số vi khuẩn.
Một vài tôn giáo khác coi loài người là sinh vật tối thượng. Còn Phật giáo quan niệm "chúng sinh là bình đẳng", loài người (nhân giới) cũng chỉ là một kiếp sống như các loài sinh vật khác (súc sinh giới, a-tu-la giới, thiên giới), loài người cũng không phải là tối thượng (loài người kém hơn các "chư Thiên" về sức mạnh và trí tuệ). Song dù là loài người, "chư Thiên" hay súc sinh thì cũng đều là sinh vật, phải chịu quy luật Nhân quả (làm thiện gặp thiện, làm ác gặp ác), không sinh vật nào là vĩnh cửu mà đều phải có lúc chết, lúc chết thì sẽ luân hồi sang kiếp sống khác, kiếp sau như thế nào thì phải tùy vào việc làm nhiều thiện nghiệp hay ác nghiệp (ví dụ: một người mà làm nhiều điều thiện thì kiếp sau có thể luân hồi thành 1 vị "chư Thiên", nhưng nếu mà làm nhiều điều ác thì kiếp sau lại trở thành súc sinh).
Phật giáo cũng nói về thần thánh và gọi đó là các "chư Thiên", nhưng Đức Phật nói rằng các vị thần đó cũng chỉ là một dạng sinh vật sống trong 1 thế giới khác. Họ có sức mạnh và trí tuệ vượt trội con người, nhưng bản thân họ cũng có những giới hạn: họ không thoát khỏi được luật Nhân - Quả, không thoát khỏi được sinh tử luân hồi), cũng không phải là bất tử (dù tuổi thọ của họ rất dài lâu, nhưng rồi cũng phải đến lúc họ chết đi). Như vậy, Phật giáo coi các "chư Thiên" không phải là đấng tối cao toàn năng, mà chỉ là một dạng sống văn minh hơn loài người mà thôi. Đối chiếu theo quan điểm khoa học hiện đại, có thể coi các "chư Thiên" mà Phật giáo nói tới chính là những nền văn minh ngoài Trái Đất có trình độ cao hơn hẳn so với loài người.

## Lịch trình tu học

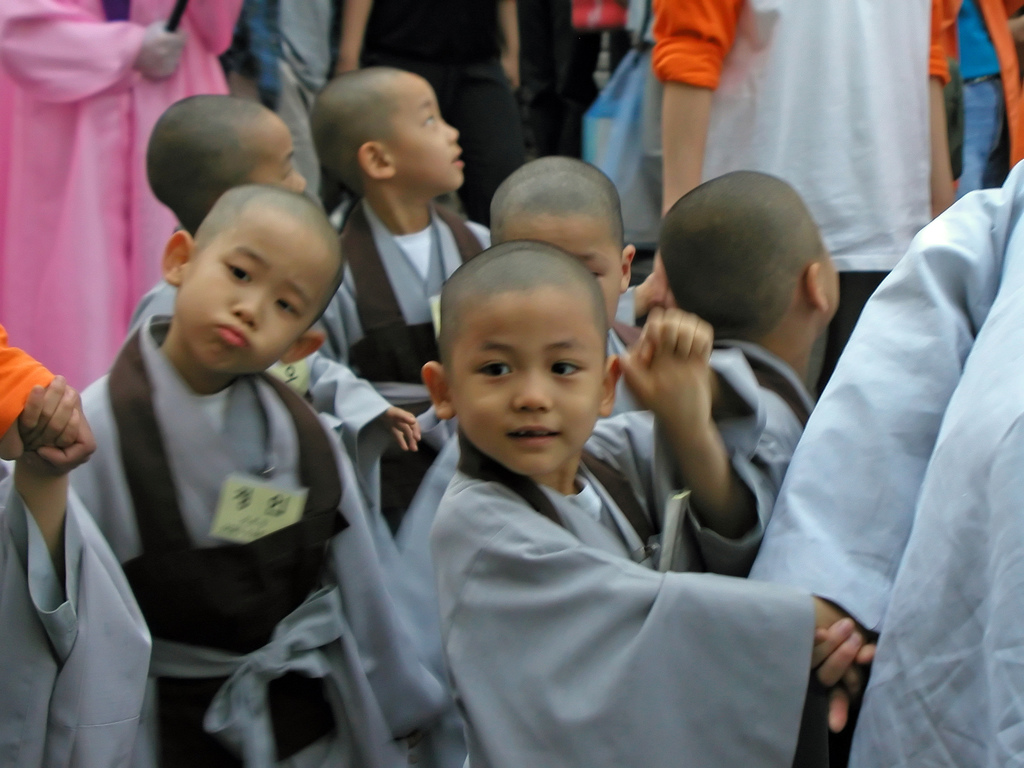
Các chú tiểu tại Nhật

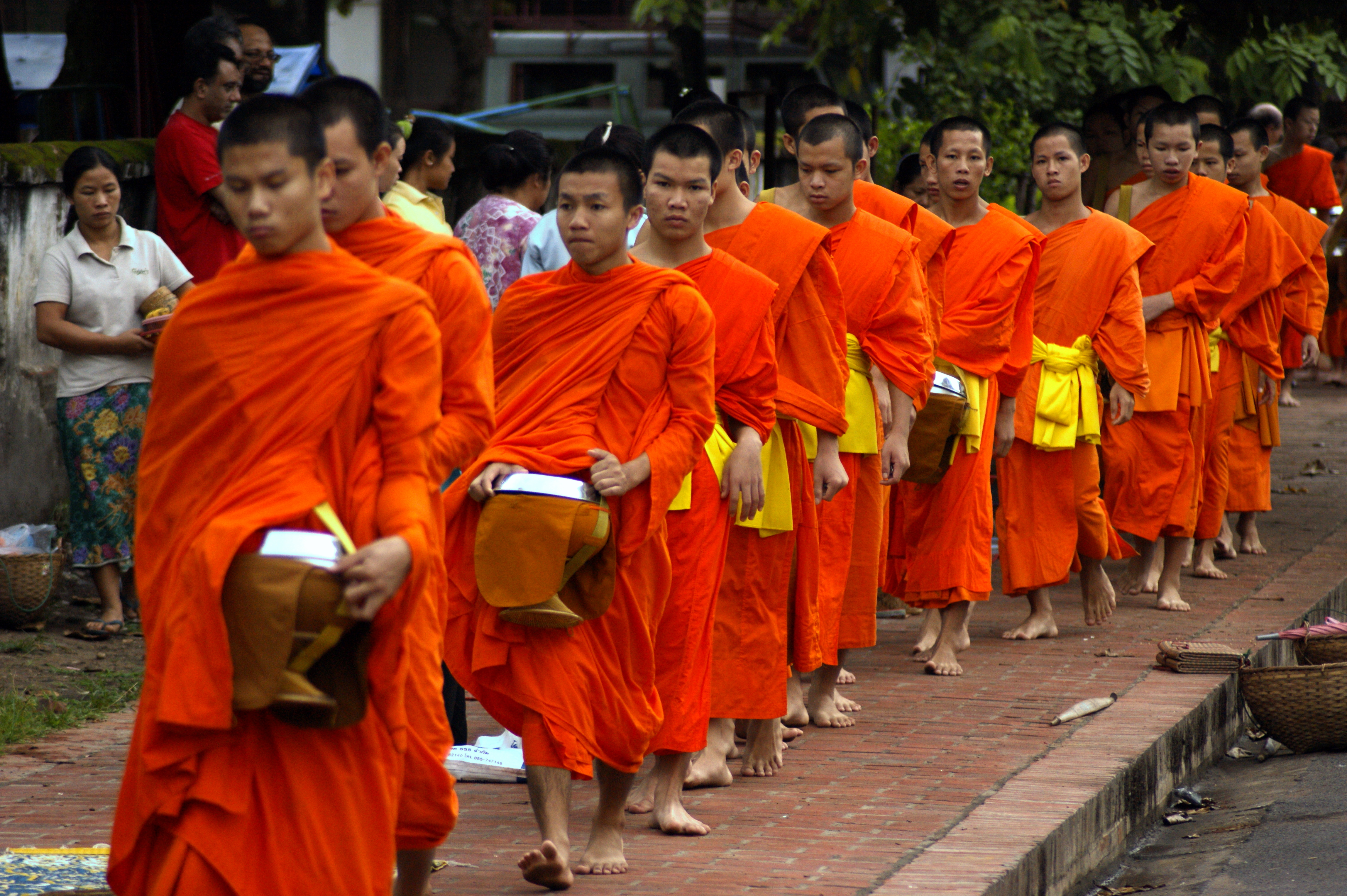
Tăng đoàn tại Lào

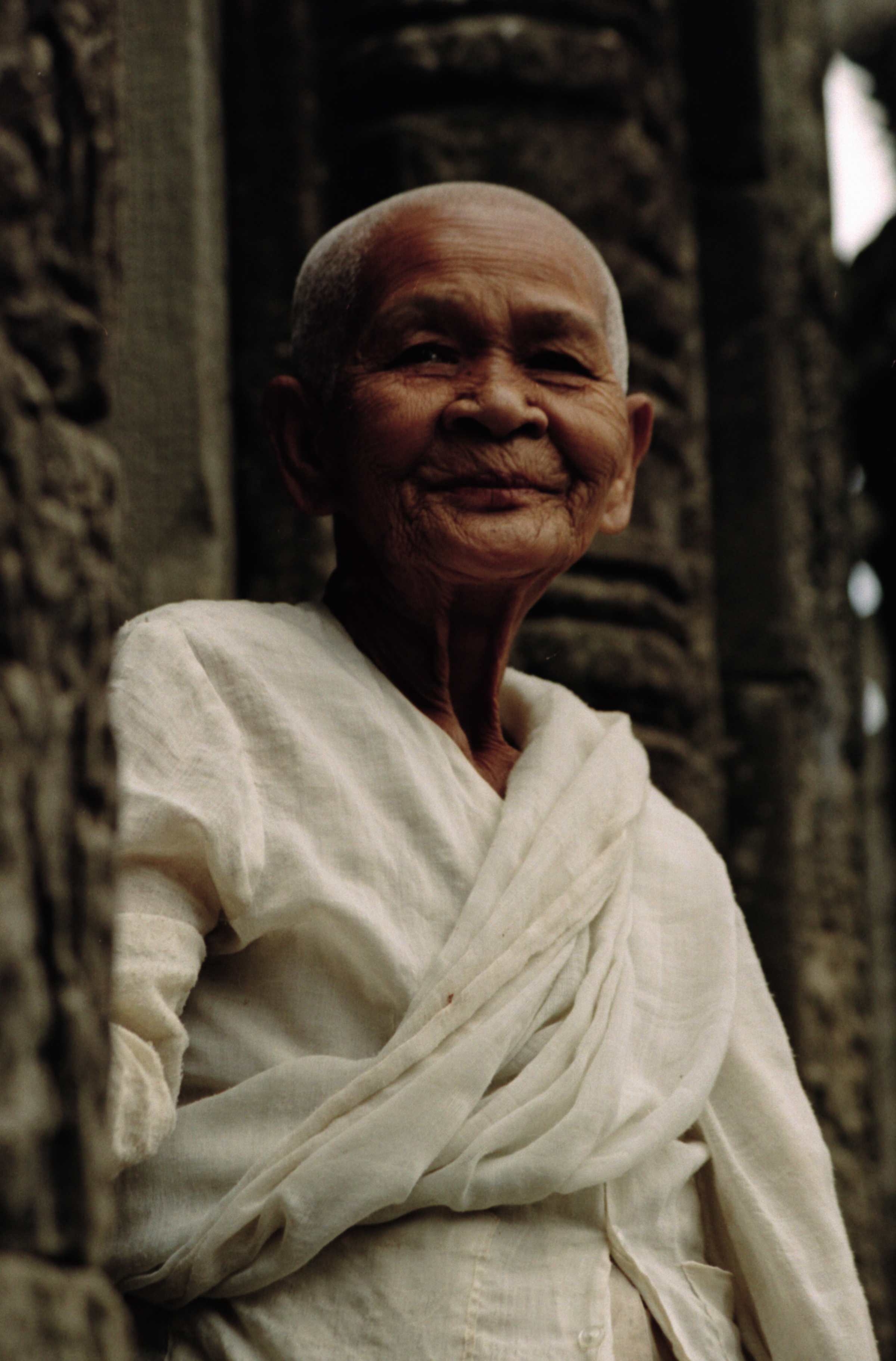
Một ni sư tại Siem Reap, Campuchia

Buddha (Phật) chỉ người đã thức tỉnh nhờ sự sáng suốt và nỗ lực của họ, mà không cần ai khác chỉ cho biết giáo pháp tu luyện (Sanskrit; Pali dhamma; "cách sống đúng"). "Trở thành Phật" tức là một người đã giác ngộ, tức đã tìm ra con đường trừ bỏ mọi khổ đau, ở trong trạng thái "không học thêm nữa". Phật nghĩa là một người đã biết tất cả (toàn giác), đã nắm chân lý, đã đạt đến một trình độ khai sáng hoàn thiện nhất có thể tự sử dụng trí tuệ của mình để nhận thức thế giới mà không cần ai chỉ bảo.
Kinh Phạm võng viết:
| “ | Như Lai tuệ tri như thế này: "Những sở kiến ấy, chấp trước như vậy, sẽ đưa đến cõi thú như vậy, sẽ tác thành những định mạng như vậy". Như Lai tuệ tri như vậy, Ngài lại tuệ tri hơn thế nữa, và Ngài không chấp sở tri ấy. Nhờ không chấp trước sở tri ấy, nội tâm được tịch tịnh. Ngài như thật tuệ tri sự tập khởi, sự diệt trừ của các thọ, vị ngọt, những nguy hiểm và sự xuất ly của chúng. Nhờ tuệ tri vậy, này các Tỷ-kheo, Như Lai được giải thoát hoàn toàn, không có chấp thủ. Những pháp ấy, này các Tỷ-kheo, là những pháp sâu kín, khó thấy, khó chứng, tịch tịnh, mỹ diệu, vượt ngoài tầm của luận lý suông, tế nhị, chỉ những người có trí mới có thể phân biệt. Những pháp ấy Như Lai đã tự chứng tri, giác ngộ và truyền thuyết. | ” |

Phật có hai mức độ giác ngộ:
- Độc Giác Phật (sa. pratyeka-buddha), là người giác ngộ, nhưng không có đủ khả năng giáo hóa chúng sinh về những điều mình chứng ngộ.
- Toàn Giác Phật (sa. samyak-saṃbuddha) là bậc chính đẳng chính giác, không chỉ giác ngộ mà còn có thể giáo hóa chúng sinh về những điều mình chứng ngộ.

Phật giáo không xem Tất-đạt-đa Cồ-đàm là vị Phật duy nhất. Kinh Phật đã nói đến rất nhiều vị Phật khác từng xuất hiện trong quá khứ, tại các thế giới khác nhau. Phật giáo không có một đấng tối cao phán xét hay có toàn quyền sinh sát. Mỗi người tự làm chủ số phận của mình bằng Nhân Quả do Nghiệp lực của mình tạo ra, không một ai ngoài bản thân có thể phán xét, cứu vớt, xóa tội cho mình. Phật tính bình đẳng trong tất cả chúng sinh, bất cứ ai cũng có khả năng giải thoát niết bàn nếu tích lũy đủ thiện nghiệp và nỗ lực tu luyện. Tăng-già (僧伽) của Phật giáo bao gồm Tỳ-kheo (भिक्खु, 比丘, xuất gia nam), Tỳ-kheo-ni (भिक्खुनी, 比丘尼, xuất gia nữ) và Ưu-bà-tắc (Upāsaka, tại gia Nam), Ưu-bà-di (Upāsikā, tại gia Nữ)
Theo giáo lý nguyên thủy thì một hành giả đạt Bồ-đề, giác ngộ khi người đó đạt được một cái nhìn vạn vật như chúng đích thật là (Như thật tri kiến) tức là đạt đến chân lý, với một tâm thức thoát khỏi phiền não và si mê. Trong các loại phiền não thì tham ái và vô minh, cũng được gọi là si, là những loại nặng nhất. Tham, sân và si được gọi chung là ba chất độc (tam độc), vì chúng gây ảnh hưởng lớn đến tâm thức. Vì phiền não vây phủ tâm thức nên hành giả gắng sức tiêu diệt chúng, và để tiêu diệt được thì người đó phải gắng sức đạt được tri kiến chân chính bằng cách thực hành bát chánh đạo. Khi chưa nhìn vạn vật như chúng đích thật (sự thật tuyệt đối hay còn gọi là chân đế) thì con người sẽ chấp trước, giành giật, tranh luận, tranh chấp trong các luận thuyết như người mù sờ voi vì họ chỉ nhìn một phía. Người ta chìm đắm trong các giáo điều như người mê ngủ. Người thức tỉnh là người đã vứt bỏ hết mọi giáo điều để tự nhận thức vạn vật như chúng thật là (sự thật tuyệt đối của vật chất và ý thức). Không những vậy, muốn đạt được chân lý con người còn phải vô ngã. Khi tâm được trong sáng là lúc trí tuệ hiện ra. Người chấp ngã sẽ khởi lên sầu, bi, khổ, ưu, não. Muốn được giải thoát khỏi mọi đau khổ, an trú trong các thiện pháp, sống an lạc, không ưu phiền thì phải vô ngã.
Người tu học thực hành thiền Tứ Niệm Xứ (thiền minh sát hay còn gọi là thiền tuệ, thiền Vipassana) để thấy rõ bản chất của sự vật, đồng thời cũng không ngừng học hỏi, lắng nghe những ý kiến trái chiều và thực hành giáo pháp. Cách thực hành trong Phật giáo cũng được phân chia theo tam học, cụ thể là tu học về giới (giới luật: giới người tại gia và giới của bậc xuất gia), định (thiền định) và tuệ (thiền tuệ, thiền minh sát). Trước hết hành giả phát lòng tin (tín, sa. śraddhā) vào tam bảo, giữ giới luật đúng theo địa vị của mình (cư sĩ, sa-di hoặc tỳ kheo). Qua đó mà ông ta chuẩn bị cho cấp tu học kế đến là thiền định. Cấp này bao gồm bốn trạng thái thiền (tứ thiền). Một số cách thực hành được nhắc đến nhằm hỗ trợ bốn cấp thiền định trên, đó là Tứ Niệm Xứ, Tứ Vô Lượng Tâm, tức là trau dồi bốn tâm thức Từ, Bi, Hỉ và Xả (cũng được gọi là Tứ Phạm trú). Cách thiền định ở cấp này được phân làm hai loại: 1. Chỉ là phương pháp lắng đọng tâm, và 2. Quán là cách thiền quán lập cơ sở trên chỉ, tức là có đạt định an chỉ xong mới có thể thành tựu công phu Quán. Phần thứ ba của tam học là tuệ học, lập cơ sở trên thiền quán. Đối tượng quán chiếu trong thiền định ở đây có thể là tứ diệu đế, nguyên lý duyên khởi hoặc ngũ uẩn. Ai hoàn tất Tam học này sẽ đạt được sự hiểu biết về giải thoát, biết là mình đã đạt giải thoát. Phiền não của hành giả này đã được tận diệt, các lậu hoặc đã chấm dứt (vô lậu) và hành giả ấy đạt tứ thánh quả A-la-hán. Khi tu học, người học Phật cần phải có sự hiểu biết trong Pháp học (toàn bộ tam tạng Pali) và Pháp Hành (Thiền Tứ Niệm Xứ). Người tu học đi theo Trung đạo để đạt đến giác ngộ nghĩa là xa lìa hai lối sống truy hoan và thực hành ép xác khổ hạnh. Người giác ngộ sẽ thấy được sự sinh, sự diệt của tâm và vật chất, thấy được tam tướng vô thường - khổ não - vô ngã, thấy được chân lý tứ thánh đề bằng trí tuệ thiền tuệ để đạt tới giải thoát cuối cùng là Tứ thánh đạo - Tứ thánh quả - Niết bàn.
Song song với cách tu hành theo Tam học trên ta cũng tìm thấy phương cách theo 37 Bồ-đề phần.

## Tông phái

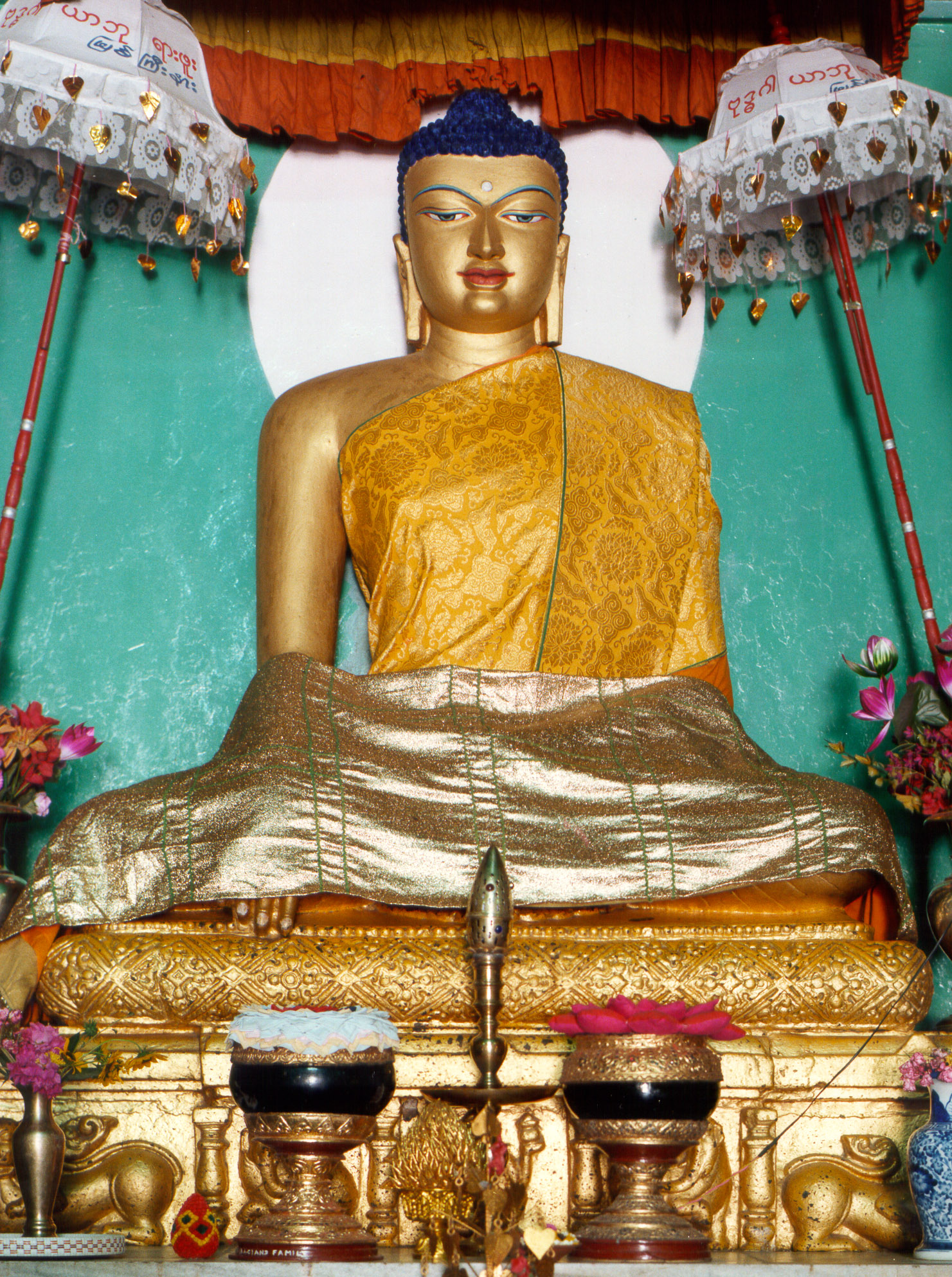
Hình ảnh chính của Đức Phật Thích Ca Mâu Ni được đặt bên trong ngôi đền Mahabodhi tại Bodhgaya, bang Bihar, Ấn Độ.

Với thời gian truyền đạo hơn 40 năm, số lượng bài giảng của Đức Phật nằm toàn bộ trong tam tạng Pali. Ngoài ra, do sự khác biệt về căn bản của các đệ tử, ông đã trình bày những bài giảng khác nhau nhằm tương hợp với khả năng tiếp thu của từng người. Sau khi ông qua đời, các thế hệ đệ tử trải qua hơn 2.500 năm truyền đạo, qua nhiều khu vực địa lý, môi trường văn hóa đã dung hợp và bổ túc vào giáo lý căn bản, hình thành nhiều sự dị biệt, dẫn đến sự ra đời của các tông phái khác nhau. Tuy nhiên, sự khác biệt của tông phái đã dẫn đến sự sai lệch rất nhiều so với giáo lý nguyên bản. Mặc dù vậy, bản thân giáo lý Phật giáo dù có phát triển qua thời gian, nhưng phật giáo nguyên thủy vẫn giữ toàn vẹn giáo lý nguyên thủy lúc đầu.
Mặc dù đã có những khác biệt đã hình thành trong Tăng Đoàn ngay từ thời Phật tại thế, các nhà nghiên cứu đều thống nhất rằng sự phân chia thành các bộ phái Phật giáo rõ nét đầu tiên là vào khoảng 100 năm sau khi Phật nhập Niết-bàn, trong Đại hội kết tập kinh điển Phật giáo lần thứ hai, khi Tăng đoàn nảy sinh những sự bất đồng về yêu cầu thay đổi 10 điều giới luật. Trải qua hơn 2.500 năm, các cuộc phân phái về sau trở nên phức tạp và đa dạng hơn. Nhiều tông phái đã bị thất truyền, nhưng cũng có nhiều tông phái phát triển ở quy mô lớn hơn phạm vi của một quốc gia. Tại một số quốc gia cũng xuất hiện các tông phái Phật giáo bản địa đặc trưng của quốc gia đó.
Dưới đây là một số tông phái Phật giáo nổi bật nhất:

### Phật giáo Bắc truyền

#### Tịnh độ tông
Là một tông phái lấy pháp môn niệm danh hiệu A Di Đà, để cầu được vãng sanh về Tây Phương Cực Lạc do Đức Phật A Di Đà là Giáo chủ, tông này lấy Kinh Vô Lượng Thọ, Quán Vô Lượng Thọ, và Tiểu Bản A Di Đà làm căn bản.
Tuệ Viễn (334-416) là đệ nhất Tổ Tịnh Độ Tông Trung Hoa, tại Lư Sơn ông dựng chùa Đông Lâm và trụ trỉ ròng rã 30 năm không hề xuống núi, nơi đây ông lập ra hội Niệm Phật gọi là Bạch Liên Xã, có 123 người, trong đó có 18 vị gọi là "Đông Lâm Thập Bát Hiền".
Những vị Tổ Tịnh Độ Tông Trung Hoa lần lượt được tôn vị như sau: 1) Tuệ Viễn, 2) Thiện Đạo, 3) Thừa Viễn, 4) Phát Chiếu, 5) Thiếu Khương, 6) Diên Thọ, 7) Tỉnh Thường, 8) Châu Hoằng, 9) Ngẩu Ích, 10) Hành Sách, 11) Tỉnh Am, 12) Triệt Ngộ, 13) Ấn Quang.

#### Thiền tông
Tổ Bồ Đề Đạt Ma là vị Tổ thứ 28 truyền thừa từ đệ nhất Tổ Ca Diếp, từ Ấn Độ sang Trung Hoa hoằng dương chánh pháp, ông trở thành đệ nhất Tổ Thiền Tông Trung Hoa.

#### Thiên Thai tông
Còn gọi là Pháp Hoa Tông.

#### Hoa Nghiêm Tông
Còn gọi là Hiền Thủ Tông

### Phật giáo Mật truyền
Là một tông phái Phật giáo đặc biệt, do ba vị đại học giả của Mật giáo là Thiện Vô Úy, Kim Cương Trí, và Bất Không đem Mật giáo từ Ấn Độ truyền sang Trung Hoa gọi là Mật Tông, y vào giáo lý bí mật của Kinh Đại Nhật, Kinh Kim Cương Đính gọi là Mật Tông hay Chơn Ngôn Tông.
Mật Tông có "tam mật", nêu về ý thú thực tiễn tu hành, khi tu tới Tam Mật Tương Ứng với nhau, tức là "Tức thân thành Phật", nghĩa là tay thì kiết ấn "Thân mật", miệng đọc chú "Khẩu mật", ý trụ Tam ma địa "Ý mật".

## Phật giáo trên thế giới

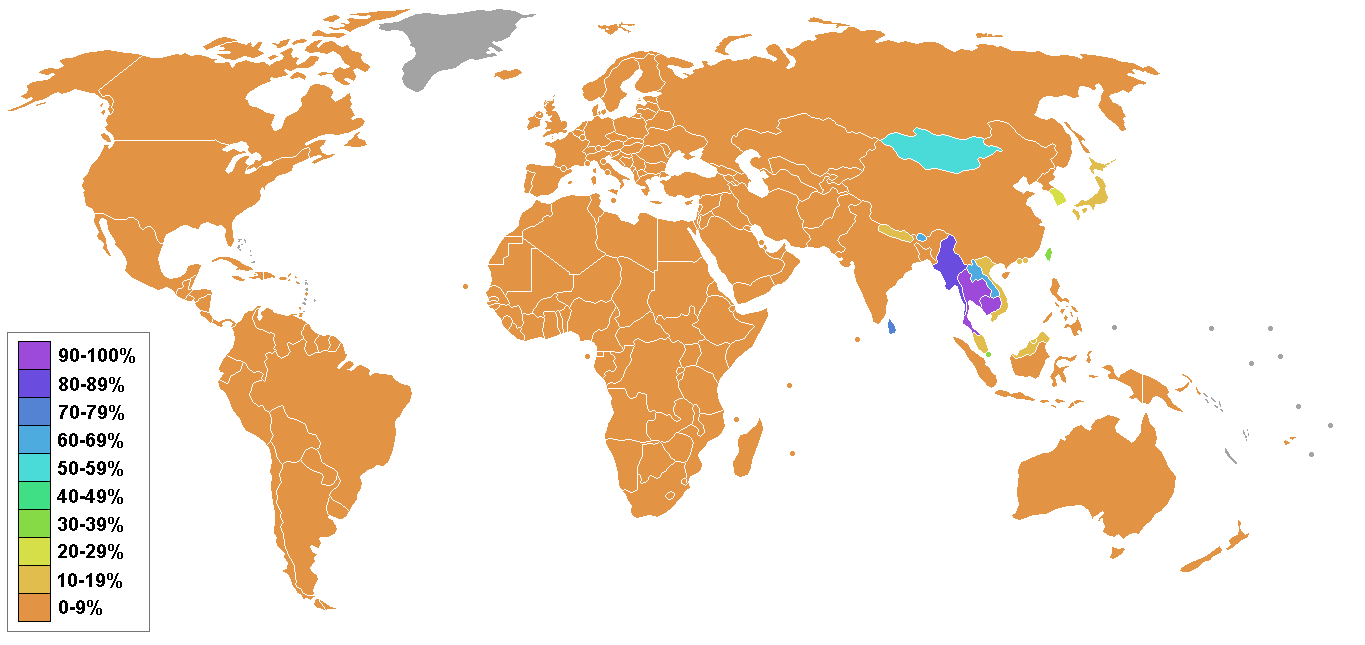
Tỉ lệ Phật tử đã quy y tam bảo theo quốc gia (số liệu thống kê thấp nhất)

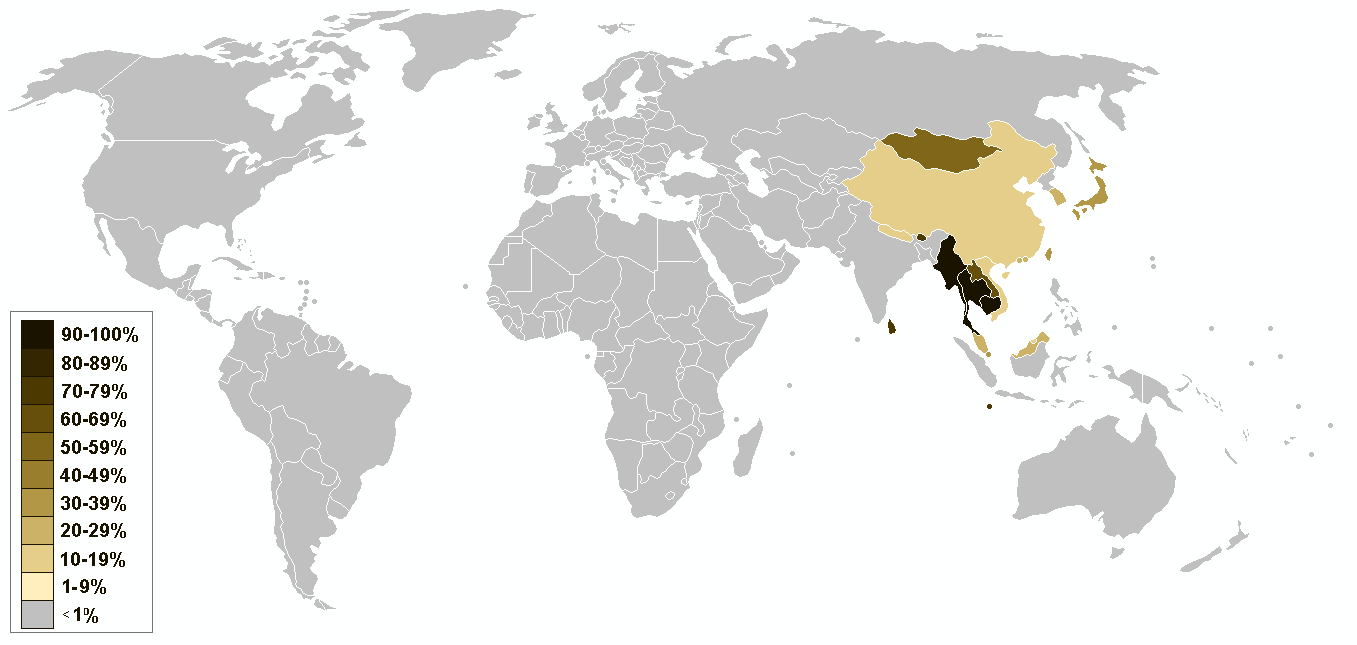
Tỉ lệ tín đồ Phật giáo, kết hợp với các tín ngưỡng hoặc tôn giáo truyền thống địa phương khác nhau (số liệu thống kê cao nhất)

Phật giáo có số lượng tín đồ vào khoảng 488 triệu người trên khắp thế giới, 495 triệu, hoặc 535 triệu người trong thập niên 2010, chiếm 7% tới 8% dân số toàn thế giới.
Trung Quốc là quốc gia có đông tín đồ Phật giáo nhất, khoảng 244 triệu Phật tử hay 18,2% dân số cả nước. Đa phần họ theo hệ tư tưởng Đại thừa, làm cho hệ phái này trở thành bộ phận đông đảo nhất của Phật giáo. Phật giáo Đại thừa, cũng hiện diện ở các nước có văn hóa Đông Á khác, có hơn phân nửa số Phật tử trên toàn thế giới tu tập.
Bộ phận lớn thứ hai trong các hệ phái Phật giáo là Thượng tọa bộ, chủ yếu thu hút các tín đồ tại Đông Nam Á. Bộ phận thứ ba và cũng là nhỏ nhất của Phật giáo, Kim cương thừa, với tín đồ hầu hết ở Tây Tạng, vùng Himalaya, Mông Cổ và nhiều khu vực ở Nga, nhưng cũng được phổ biến trên khắp thế giới.
Theo báo cáo phân tích nhân khẩu học của Peter Harvey (2013):
- Phật giáo phương Đông (Đại thừa) có 360 triệu tín đồ;
- Phật giáo phương Nam (Nam truyền) có 150 triệu tín đồ; và
- Phật giáo phương Bắc (Kim cương thừa) có 18,2 triệu tín đồ.
- Bảy triệu tín đồ Phật giáo đến từ các nước bên ngoài châu Á.

Các con số trên chỉ là ước tính số người chính thức theo Phật giáo (đã làm lễ Quy y tam bảo), còn số người chưa chính thức theo Phật giáo (chưa làm lễ Quy y tam bảo) nhưng có niềm tin vào Phật giáo thì còn đông hơn con số đó rất nhiều. Ví dụ như tại Việt Nam và Trung Quốc, số lượng người đã làm lễ quy y tam bảo chỉ chiếm vài phần trăm dân số, nhưng số người đi chùa lễ Phật, cúng Phật tại gia, tin vào giáo lý đạo Phật... thì chiếm tỷ lệ rất lớn trong xã hội.

### Việt Nam

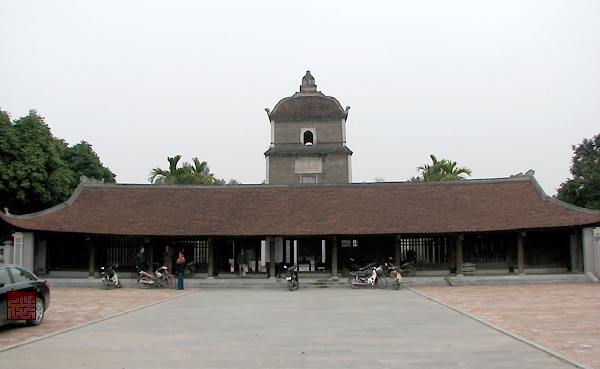
Chùa Dâu, ngôi chùa Phật giáo đầu tiên được xây dựng ở Việt Nam vào những năm đầu công nguyên

Phật giáo được du nhập vào Việt Nam từ rất sớm, ngay từ đầu Công nguyên với truyện cổ tích Chử Đồng Tử (ở Hưng Yên ngày nay) học đạo của một nhà sư Ấn Độ. Luy Lâu (thuộc tỉnh Bắc Ninh) là trụ sở của quận Giao Chỉ sớm trở thành trung tâm Phật giáo quan trọng. Các truyền thuyết về Tứ Pháp và Man Nương Phật Mẫu xuất hiện cùng với sự giảng đạo của Khâu Đà La (Ksudra) trong khoảng các năm 168-189.
Phật giáo ăn sâu, bám rễ vào Việt Nam từ rất sớm. Đến đời nhà Đinh, nhà Tiền Lê, nhà Lý, nhà Trần, Phật giáo phát triển cực thịnh, được coi là quốc giáo, ảnh hưởng đến tất cả mọi vấn đề trong cuộc sống. Đến đời nhà Hậu Lê thì Nho giáo được coi là quốc giáo và Phật giáo đi vào giai đoạn suy thoái. Đến đầu thế kỷ 17, Quang Trung cố gắng chấn hưng Phật giáo, chỉnh đốn xây chùa, nhưng vì mất sớm nên việc này không có nhiều kết quả. Đến đời nhà Nguyễn, Phật giáo Việt Nam lại phát triển mạnh mẽ khởi đầu từ các đô thị khắp cả nước với các đóng góp quan trọng của các nhà sư Khánh Hòa, Thiện Chiếu,...
Tóm lại, lịch sử Phật giáo Việt Nam trải qua bốn giai đoạn:
- từ đầu Công nguyên đến hết thời kỳ Bắc thuộc là giai đoạn hình thành và phát triển rộng khắp;
- thời Đinh, Tiền Lê, Lý, Trần là giai đoạn cực thịnh;
- từ đời Lê Sơ đến đời Tây Sơn là giai đoạn suy thoái;
- từ đời Nguyễn đến nay là giai đoạn phục hưng.

Những năm đầu Công nguyên, Phật giáo Nam Tông du nhập vào Việt Nam. Mãi đến thời kỳ Bắc thuộc, Phật giáo Mật tông và Phật giáo Bắc Tông có hai tông phái được truyền vào Việt Nam là Thiền tông, Tịnh độ tông.
Phần lớn người dân Việt Nam không quan tâm đến sự phân biệt giữa các tông phái Phật giáo, chỉ cần là chùa thờ Phật thì các tín đồ đều coi trọng như nhau. Các vị sư trong chùa tu hành theo tông phái nào cũng không quan trọng, miễn là các vị sư này giữ gìn được các giáo giới quan trọng nhất của Phật giáo (không sát sinh, không trộm cắp, không phạm sắc giới, không uống rượu, không ăn thịt). Họ cũng không có hiểu biết sâu sắc về giáo lý Phật giáo mà chỉ hiểu đơn giản là thiện nghiệp thiện báo hoặc thậm chí hiểu sai lạc cúng dường cho chùa nhiều thì thiện báo. Có người đến chùa chỉ để cầu xin cho bản thân và coi Phật như là thần linh có thể giúp họ toại nguyện chứ không hiểu rằng những gì họ nhận được chính là kết quả của những gì họ tạo ra. Còn những sinh hoạt như cúng bái, cầu siêu, cầu an, bói toán, thỉnh vong, đốt vàng mã... là những hoạt động được du nhập vào Phật giáo từ Nho giáo, Đạo giáo và Shaman giáo.

### Trung Quốc
Bài chi tiết: Phật giáo Trung Quốc

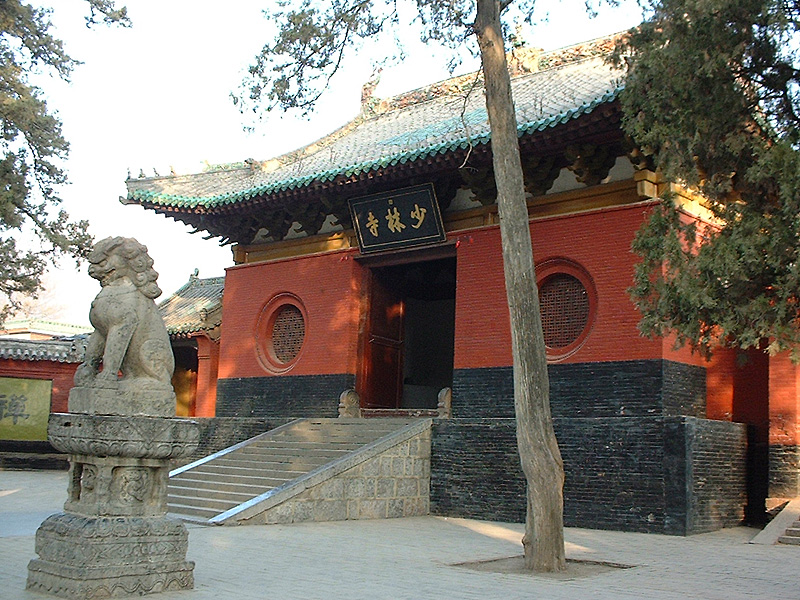
Chùa Thiếu Lâm, ngôi chùa nổi tiếng thế giới của Phật giáo Trung Quốc

Theo sử liệu cho thấy Phật giáo được giới thiệu đến Trung Quốc do các nhà buôn hay các nhà sư truyền giáo người Ấn qua các ngã đường biển và đường bộ. Về đường biển thì xuất phát từ các hải cảng vùng Nam Ấn rồi qua ngã Sri Lanka, Nam Dương để vào hải cảng Quảng Đông. Về đường bộ, còn gọi là con đường tơ lụa (Silk road) nối liền Đông Tây, di chuyển bằng lạc đà, xuất phát từ miền Đông Bắc Ấn, rồi băng qua các sa mạc ở Trung Á để tới Lạc Dương (kinh đô của nhà Hán).
Theo biên niên sử thì Phật giáo truyền đến Trung Quốc vào thế kỷ thứ 2 trước Công Nguyên từ Trung Á nhằm niên hiệu Nguyên Thọ đời vua Hán Ai Đế nhà Tây Hán, nhưng Phật giáo không truyền bá rộng rãi cho đến năm 65 Công nguyên, dưới triều vua Hán Minh Đế (niên hiệu Vĩnh Bình thứ 10 nhà Hậu Hán, 25-220 công nguyên), thì Phật giáo mới bắt đầu cắm rễ và phát triển ở Trung Quốc. Vì muốn thần dân tu học Phật pháp nên vua Minh Đế đã cử một phái đoàn gồm 18 người đến Ấn Độ để thỉnh cầu hai Thiền sư người Ấn là Ca Diếp Ma Đằng (Kàsyapama'tanga) và Trúc Pháp Lan (Dharmaraksa) đến Trung Quốc hoằng pháp. Hai vị Tăng người Ấn này đã mang đến Trung Quốc bộ Kinh Bốn Mươi Hai Chương và trú ngụ tại chùa Bạch Mã (ngôi chùa đầu tiên ở Trung Quốc do vua Minh Đế xây dựng, đến nay vẫn còn) ở Lạc Dương để hoằng dương Phật Pháp.
Tiếp theo sau hai nhà sư Ca Diếp Ma Đằng và Trúc Pháp Lan, những nhà truyền giáo khác đến Trung Quốc là An Thế Cao (An Shih-Kao), là người An Tức (Parthian, thuộc Bắc Ấn), Chi Lâu Ca Sấm (Lokaksema), Trúc Phật Sóc (Sangha Buddha) đến Trung Quốc vào năm 148 Công nguyên, mang theo nhiều kinh điển hệ phái Đại thừa để phổ biến nơi vùng đất mới này.
Đầu thế kỷ 20 là thời điểm chấn hưng Phật giáo Trung Quốc. Sau cuộc cách mạng Tân Hợi năm 1911 đã tạo ra một làn sóng mới về dân chủ tự do cho nhân dân Trung Quốc thoát khỏi ách thống trị của chế độ phong kiến. Năm 1912, Tổng hội Phật giáo Trung Quốc (Chinese Buddhist Association) ra đời tại Thượng Hải, một năm sau đó một hội khác ra mắt tại Bắc Kinh là Trung ương Phật giáo Công hội. Đến năm 1922, công cuộc chấn hưng Phật giáo Trung Quốc đã lên cao với sự lãnh đạo phong trào tích cực của Đại sư Thái Hư (T'ai-Hsu, 1890-1947), người khai sáng Hội Phật giáo Trung Quốc (Buddhist Society of China) có hơn 5 triệu thành viên trên khắp đất nước. Mở đầu ông cho thành lập Phật học viện Pháp Tạng (Fa t'sang Buddhist School), ông nhấn mạnh rằng chương trình dạy được kết hợp hài hòa giữa Phật học và khoa học để thu hút giới thanh niên trí thức, kết quả là học viên theo học rất đông.
Không những Đại sư Thái Hư chăm lo chấn hưng nền Phật giáo trong nước mà sư còn có nhiều đóng góp để chấn hưng Phật giáo thế giới. Chẳng hạn, năm 1924, ông tổ chức Hội nghị Phật giáo thế giới (World Buddhist Conference) tại Lô Sơn, Trung Quốc. Năm 1925, ông tổ chức Hội nghị Phật giáo Đông Á (East Asian Buddhist Conference) ở Tokyo, Nhật Bản. Và từ năm 1928, ông bắt đầu các chuyến đi hoằng pháp ở các nước ở phương Tây. Ông đã trở thành một trong những nhà truyền giáo người châu Á đầu tiên đến diễn thuyết tại Pháp, Đức, Anh và Mỹ, riêng tại Pháp, vào 1931, ông đã cho xây dựng một Học viện Phật giáo tại Paris để hướng dẫn quần chúng Tây phương học Phật.
Nhìn chung với sự góp sức chấn hưng của các Đại sư Thái Sư và sự ủng hộ của chính phủ Trung Quốc, Phật giáo Trung Quốc đã nhanh chóng phục hưng về mọi phương diện từ kiến thiết trùng tu cơ sở cho đến văn hóa nghệ thuật, in ấn kinh điển. Phong trào chấn hưng Phật giáo tại Trung Quốc lúc ấy đã ảnh hưởng và lan tỏa đến các nước láng giềng như Nhật Bản, Triều Tiên và Việt Nam.
Vào đầu thế kỷ 20, Phật giáo Trung Quốc phải chịu trải qua một thời kỳ cải cách để có thể thích hợp trào lưu mới của xã hội, những tưởng vận mệnh Phật giáo Trung Quốc đã thoát khỏi tai ách của thời cuộc, nhưng không bao lâu sau đó, Phật giáo Trung Quốc lại tiếp tục bị tàn phá trầm trọng qua cuộc chiến Trung-Nhật (1940-1945), rồi tiếp đó là cuộc Cách mạng văn hóa (1966-1976), Phật giáo Trung Quốc đã trở thành nạn nhân của các cuộc đàn áp vô căn cứ của chính sách đổi mới lạ lùng này.
Từ năm 1982 đến nay, tuy Chính phủ Trung Quốc có nhiều chính sách cởi mở hơn để khôi phục lại Phật giáo, nhưng nhìn chung Phật giáo Trung Quốc vẫn chưa lấy lại được sinh khí của mình như thuở nào. Tất cả phải đợi chờ đến một cuộc đổi mới khác trong một tương lai gần.
Hiện nay, Phật giáo tại Trung Quốc gồm dòng là Phật giáo Bắc Tông, Phật giáo Tây Tạng, Phật giáo Nam Tông, tăng lữ xuất gia của ba hệ phái lớn này có 200 nghìn người. Hiện nay Trung Quốc có hơn 13.000 chùa mở cửa, có 33 trường Phật giáo và gần 50 loại sách báo, tạp chí Phật giáo xuất bản.

### Myanmar
Bài chi tiết: Phật giáo Miến Điện

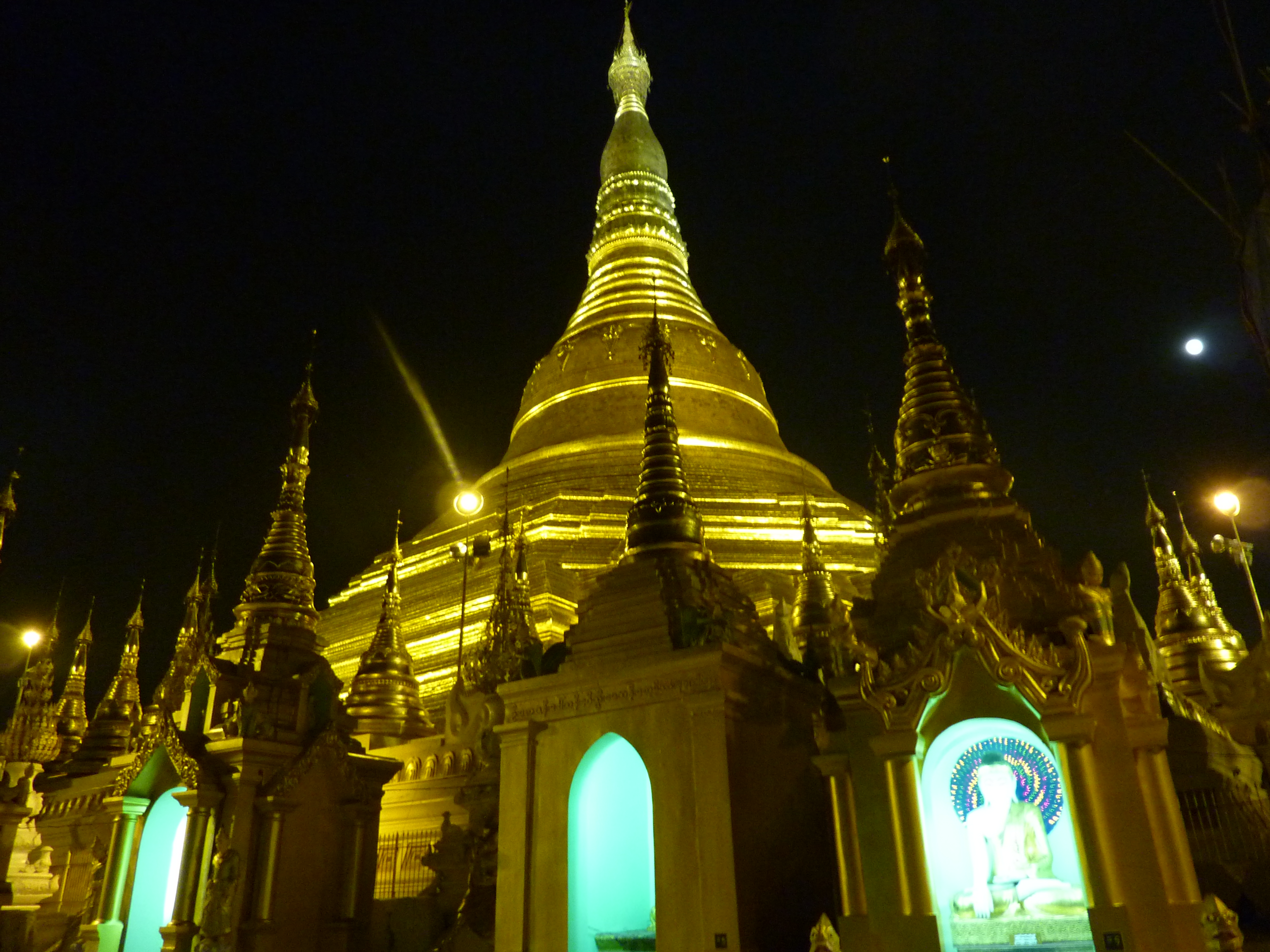
Chùa Shwedagon, một kỳ quan của Phật giáo Myanmar

Truyền thuyết cho rằng Miến Điện (Myanmar) đã tiếp cận với đạo Phật trong thời A-dục vương (zh. 阿育王, sa. aśoka, pi. asoka, thế kỉ thứ 3 trước CN). Theo một thuyết khác, Phật giáo đã đến Miến Điện trong thời đức Phật còn tại thế, do hai thương nhân từ Ấn Độ mang tới. Những vị này mang theo cả tóc Phật, ngày nay được giữ trong đền Shwe-Dagon tại Rangun (Yangon).
Kể từ thế kỉ thứ 5, Phật giáo phát triển rực rỡ với sự có mặt của Thượng tọa và Phát triển. Kể từ thế kỉ thứ 7, hai phái Nguyên Thủy và Phát triển song hành tại Miến Điện, sau đó Mật tông cũng bắt đầu có ảnh hưởng. Thế kỷ 11, nhà vua A-na-ra-tha tuyên bố chỉ chấp nhận Thượng tọa bộ và từ đó, phái Đại thừa biến mất tại đây. Tại Miến Điện, Bagan ở miền bắc trở thành trung tâm Phật giáo. Phật giáo Miến Điện liên hệ chặt chẽ với Phật giáo Sri Lanka, nhất là với Đại Tự. Thế kỉ thứ 15, vua Đạt-ma-tất-đề (pi. dhammaceti) lại xác định lần nữa rằng Phật giáo Miến Điện mang nặng quan điểm của Thượng tọa bộ. Sự có mặt của người Anh trong thế kỉ thứ 19 làm xáo trộn Phật giáo Miến Điện đáng kể. Mãi đến lúc giành lại độc lập năm 1947, Miến Điện mới trở lại cơ chế cũ. Năm 1956 tại Rangun có một cuộc kết tập kinh điển quan trọng do Đại hội Phật giáo thế giới tổ chức. Ngày nay, 90% dân Miến Điện là Phật tử, Phật giáo được xem là quốc giáo.

### Sri Lanka
Bài chi tiết: Phật giáo Sri Lanka

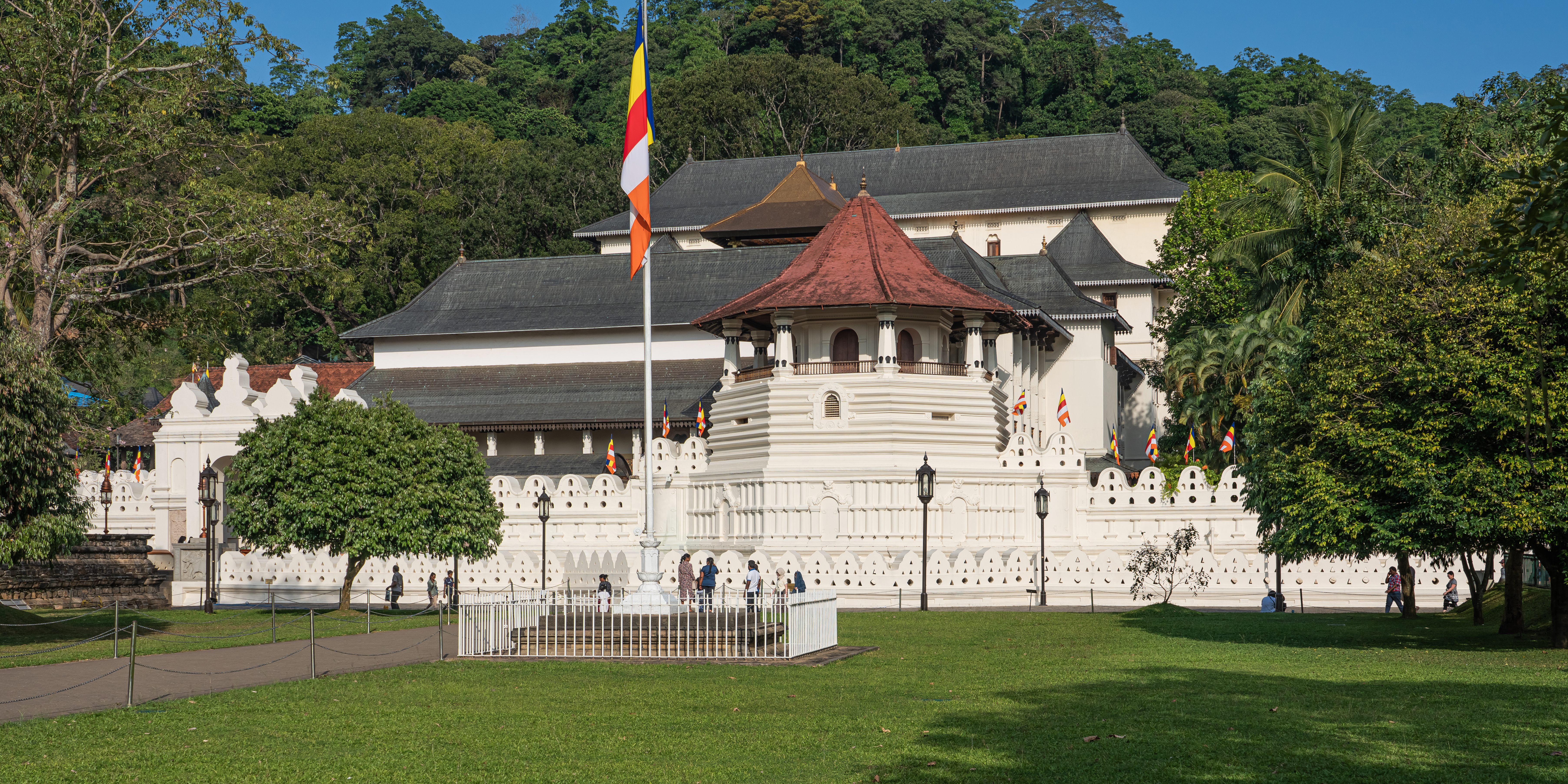
Chùa Răng Phật, thánh địa của Phật giáo Sri Lanka theo truyền thống là nơi giữ xá lợi là một chiếc răng của Phật

Người ta cho rằng Phật giáo đến Sri Lanka khoảng năm 250 trước Công nguyên, do Ma-hi-đà và Tăng-già-mật-đa (pi. saṅghamitta), hai người con của A-dục vương (sa. aśoka, pi. asoka), truyền từ Ấn Độ. Nhà vua Sri Lanka hồi đó là Thiên Ái Đế Tu (pi. devānampiya tissa) trở thành Phật tử và thành lập Đại tự nổi tiếng, nơi đó ông trồng một nhánh cây Bồ-đề có nguồn từ nơi Phật thành đạo, Bồ-đề đạo tràng. Đại tự trở thành trung tâm của Thượng tọa bộ.
Theo thời gian, nhiều tông phái Phật giáo khác thành hình và gây nhiều tranh cãi, đến nỗi có khi nhà vua phải can thiệp. Đó là những tranh luận ban đầu của Tiểu thừa và mầm mống của Đại thừa, của cả Mật tông thời bấy giờ. Cuối cùng, Thượng tọa bộ thắng, trong đó Phật Âm - một Luận sư xuất sắc của Thượng tọa bộ - đóng vai trò quyết định. Tác phẩm của Phật Âm ngày nay vẫn còn ảnh hưởng lên Phật giáo Sri Lanka. Đến thế kỉ thứ 12, vua Ba-lạc-la Ma-bà-ha-y (pi. parakkambahu), họp hội nghị Phật giáo và ép tất cả các trường phái phải theo giáo lý của Thượng tọa bộ tại Đại tự.
Qua thế kỉ thứ 16, người Bồ Đào Nha vào Sri Lanka. Đến thế kỉ thứ 17, người Hà Lan lại ủng hộ việc khôi phục Phật giáo tại Sri Lanka. Ngoài ra, Miến Điện và Thái Lan cũng có ảnh hưởng đáng kể lên nền Phật giáo tại đây. Kể từ khi Sri Lanka giành lại độc lập năm 1948, Phật giáo luôn luôn đóng một vai trò quan trọng trong việc tín ngưỡng và nền văn hóa của xứ này.

### Indonesia
Bài chi tiết: Phật giáo Indonesia

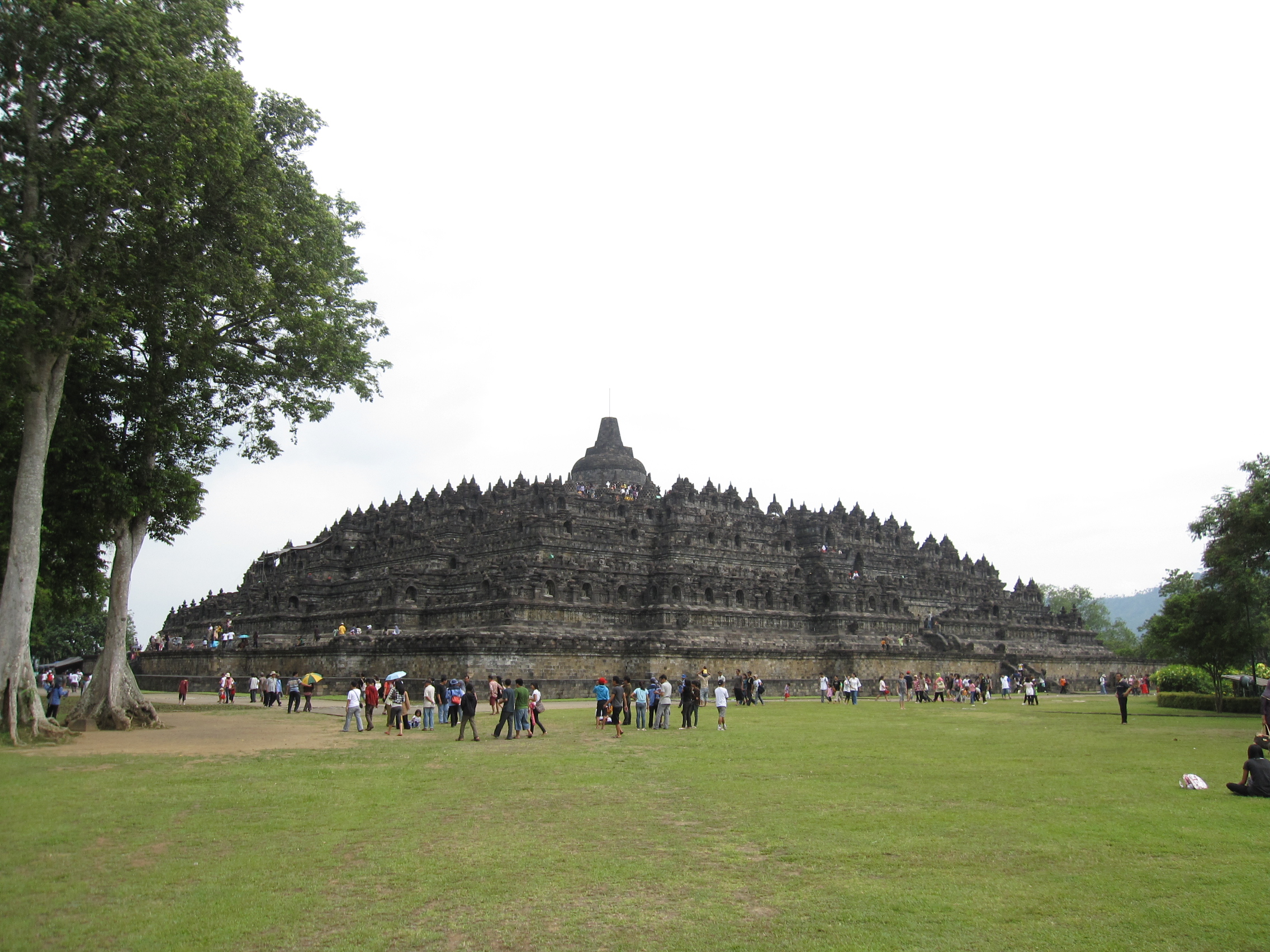
Borobudur, ngôi chùa Phật giáo lớn nhất thế giới tọa lạc tại miền trung đảo Java

Người ta cho rằng Phật giáo du nhập đến Indonesia khoảng thế kỉ thứ 3 sau Công nguyên. Cao tăng Pháp Hiển, vị tăng Trung Quốc đầu tiên đến Ấn Độ, cũng là người đến Nam Dương năm 418. Cuối thế kỉ thứ 5 thì Phật giáo bắt đầu phát triển tại Indonesia, đến thế kỉ thứ 7 thì Sumatra và Java trở thành hai trung tâm Phật giáo quan trọng. Tại đây, giáo lý Đại thừa được truyền bá rộng rãi, có một số tư tưởng Tiểu thừa, có lẽ của Thuyết nhất thiết hữu bộ, được thừa nhận. Dưới thời vua Shai-len-dra, Phật giáo phát triển rực rỡ, đó là thời kì xây dựng tháp tại Borobudur, là Phật tích lớn nhất còn lưu tới ngày nay. Khoảng cuối thế kỉ thứ 8, Mật tông bắt đầu thịnh hành. Đại thừa và Mật tông tồn tại mãi đến thế kỉ thứ 15, trong suốt thời gian này, Phật giáo Nam Dương liên hệ nhiều với Ấn Độ và với viện Na-lan-đà (sa. nālandā). Với sự xâm nhập của Hồi giáo, Phật giáo bắt đầu tàn lụi tại Nam Dương, kể từ thế kỉ thứ 15. Ngày nay chỉ còn một số nhỏ tín đồ, nhất là trong giới Hoa kiều.

### Campuchia
Bài chi tiết: Phật giáo Campuchia

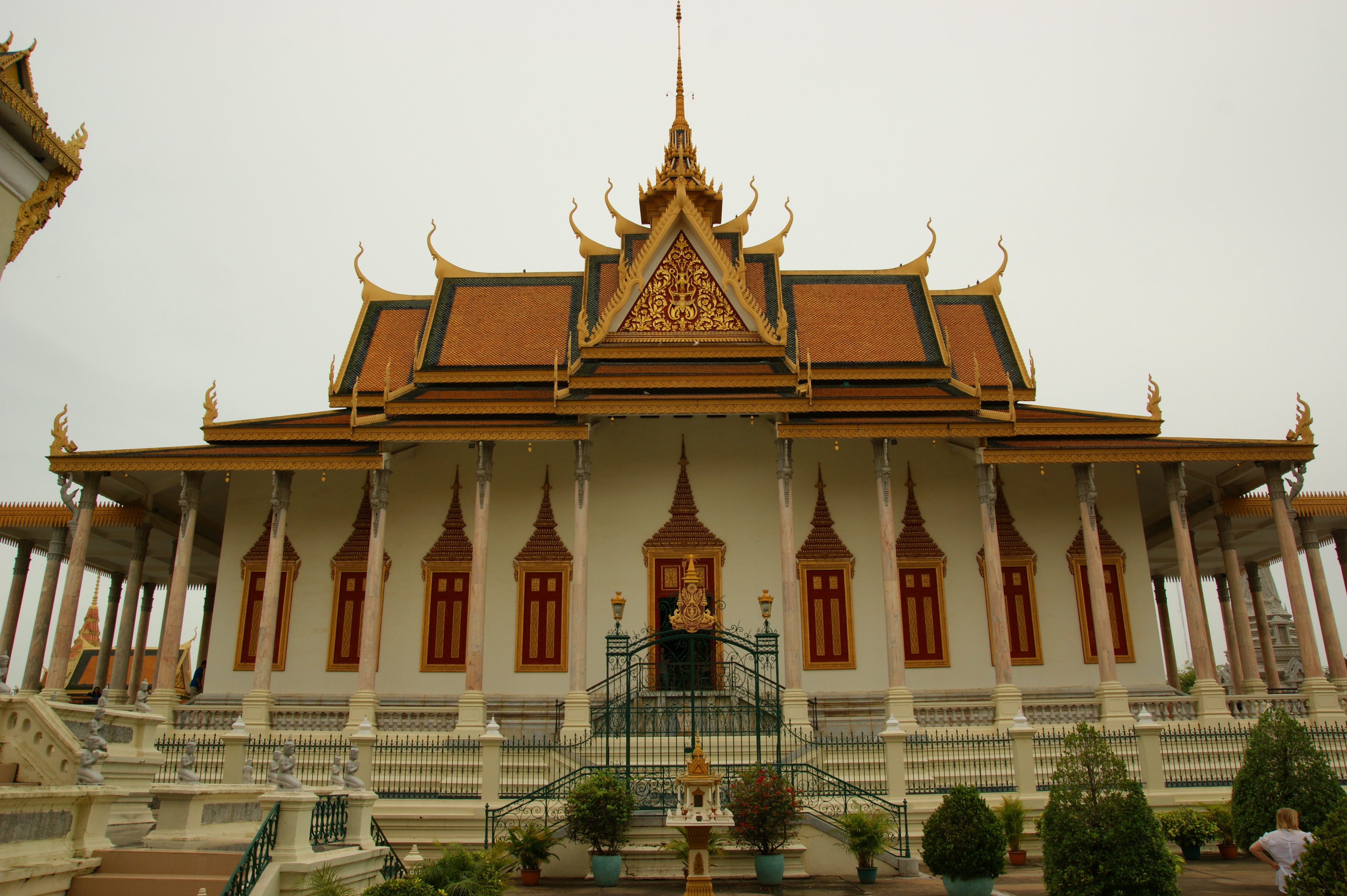
Chùa Bạc biểu tượng của Phật giáo Campuchia

Người ta cho rằng Phật giáo du nhập vào Campuchia trong thế kỉ thứ 3 sau CN, theo văn hệ Phạn ngữ, trường phái Thuyết nhất thiết hữu bộ và đạt được đỉnh cao khoảng thế kỉ thứ 5, thứ 6. Năm 791 người ta tìm thấy gần đền Brahma (Angkor Wat) một văn bản chứng tỏ rằng Đại thừa đã có mặt nơi đây song song với việc thờ thần Shiva (sa. śiva). Sự hỗn hợp này có lẽ bắt nguồn từ việc thờ cúng Bồ Tát Quán Thế Âm, mà Thấp-bà được xem là một hóa thân. Mọi nhà vua của Campuchia cũng đều được xem là hóa thân của Quan Thế Âm. Sau một thời gian thì yếu tố thần Shiva hầu như bị mất đi, nhưng đến thế kỉ thứ 13, người ta lại tôn thờ thần Shiva và tăng giả Phật giáo bị bức hại. Theo các Cao tăng Trung Quốc thì trong thời gian này, Thượng tọa bộ được phát triển trong lúc Đại thừa bị lu mờ. Một số văn bản bằng văn hệ Pali ghi năm 1309 chứng minh rằng Thượng tọa bộ được hoàng gia công nhận và kể từ đó là giáo phái chính thống của Campuchia. Mãi đến cuối thế kỉ thứ 19, Phật giáo truyền từ Thái Lan mới bắt đầu có ảnh hưởng.

### Thái Lan
Bài chi tiết: Phật giáo Thái Lan

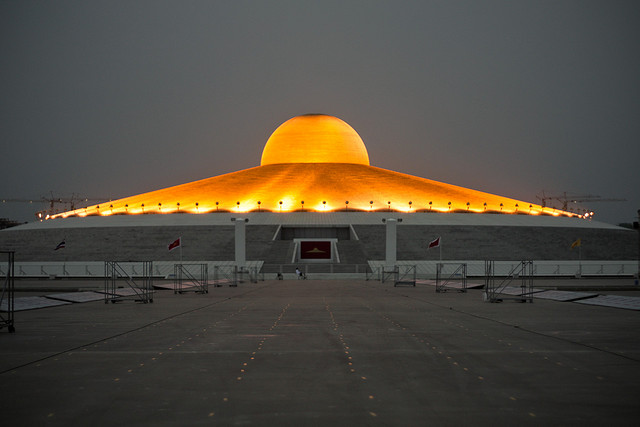
Thiền viện Dhammakaya, thiền viện Phật giáo lớn nhất thế giới tại tỉnh Pathum Thani

Người ta biết rất ít việc Phật giáo được truyền bá đến Thái Lan. Kết quả khảo cổ cho thấy Phật giáo đến Thái Lan khoảng thế kỉ thứ 6 từ Miến Điện. Ban đầu giáo lý Therevada tức Phật giáo nguyên thủy Nam tông có ảnh hưởng rộng rãi. Khoảng giữa thế kỉ thứ 8 và 13, Mahayana (hay phái Bắc Tông) được truyền bá rộng hơn. Giữa thế kỉ thứ 11 và 14, ảnh hưởng của Ấn Độ giáo bắt đầu phát triển. Trong thế kỉ 13, Hoàng gia Thái Lan chính thức công nhận Thượng tọa bộ (giáo lý của Phật giáo nguyên thủy Therevada)và mối liên hệ với Sri Lanka trong thời kì này càng làm cho bộ này phát triển thêm rộng rãi. Năm 1782, nhà vua triệu tập một đại hội nhằm kiểm điểm lại Tam tạng kinh điển. Trong thế kỉ thứ 19, nhà vua Ma-ha Mông-cút (mongkut) lên ngôi, bản thân ông cũng đã là một tăng sĩ, ông là người đặt nền tảng cho nền Phật giáo cận đại. Ông thành lập Pháp tông (dhammayut), cơ sở dựa vào Luật tạng và ngày nay có nhiều tín đồ nhất tại Thái Lan. Vua Chulalangkorn - trị vì từ 1868 đến 1910 - cho xuất bản các tạng kinh quan trọng của Phật giáo, có thể gọi là đầy đủ nhất từ xưa đến nay. Ngày nay, 95% dân số Thái Lan theo Phật giáo.

### Triều Tiên
Bài chi tiết: Phật giáo Triều Tiên

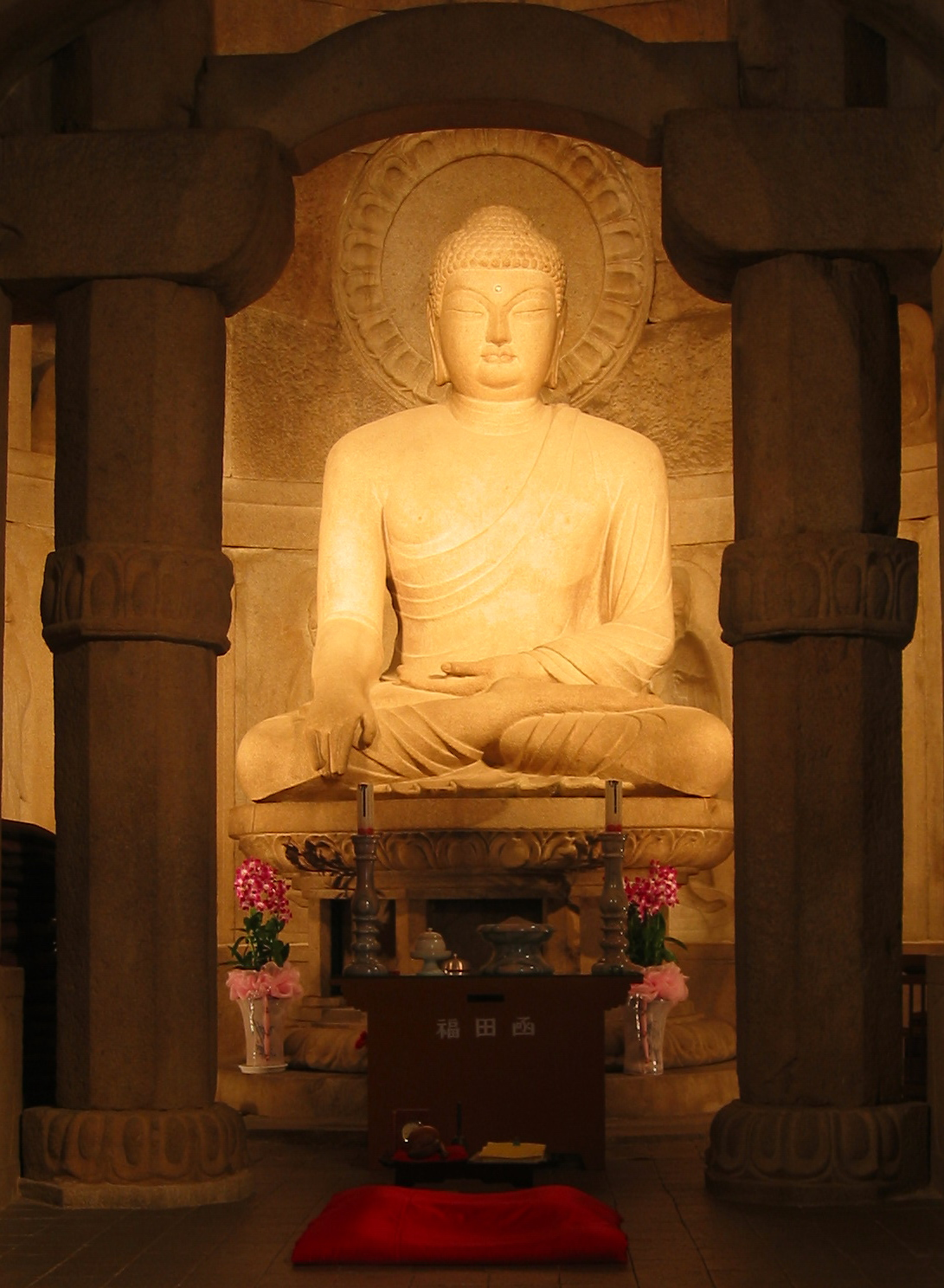
Tượng Đức Phật Thích Ca Mâu Ni tại chùa Seokguram, Hàn Quốc

Trong thế kỉ thứ 4 sau CN, Phật giáo du nhập vào Triều Tiên và phát triển rực rỡ nhất là giữa thế kỉ thứ 6 và thứ 9. Trong thời kì này, các trường phái quan trọng của Trung Quốc đều được thành lập tại Triều Tiên như Thiền tông, Hoa Nghiêm tông, Mật tông (Chân ngôn tông). Bộ kinh Bát-nhã ba-la-mật-đa cũng được truyền bá rộng rãi rất sớm tại Triều Tiên. Người ta cũng tìm thấy nhiều tác phẩm văn hóa mang đặc tính Phật giáo tại đây. Suốt thời nhà Lý (yi, 1392-1910), nền văn hóa Khổng giáo trở thành quốc đạo và tăng ni Phật giáo bị ép buộc phải vào núi tu hành. Sau năm 1945, Phật giáo được phục hưng và phát sinh một phong trào mới gọi là Viên Phật giáo (en. won-buddhism). Ngày nay, tại Hàn Quốc người ta ít phân biệt các tông phái đạo Phật và thực hành song song với nhau thiền quán, niệm Phật A-di-đà và tụng kinh. Phép niệm thần chú cũng được truyền bá rộng rãi, vốn có nguồn gốc từ Mật tông của thời trung cổ. Trong giới trí thức, Thiền tông được nhiều người theo trong lúc giới bình dân lấy niệm danh hiệu các đức Phật làm chủ yếu. Trộn lẫn với Phật giáo là hình thức thờ đa thần như thần núi, linh vật, thần tinh tú.

### Mông Cổ
Bài chi tiết: Phật giáo Mông Cổ
Theo nhà nghiên cứu sử học người Anh Andrew Skilton, Phật giáo được truyền vào Mông Cổ từ Ấn Độ, Trung Á và Trung Hoa vào đầu thế kỷ 4 TCN bằng con đường tơ lụa (Silk Road) qua các nhà buôn người Ấn Độ. Từ đó Phật giáo dần dà phát triển đến thế kỷ 13 với nhiều đợt truyền giáo của Phật giáo Tây Tạng và Phật giáo Trung Quốc. Tuy nhiên, Phật giáo Tây Tạng chiếm ưu thế và ảnh hưởng mạnh mẽ vào đời sống của người dân Mông Cổ. Đỉnh cao của sự ảnh hưởng này là Đạt-lại Lạt-ma thứ 4 là người Mông Cổ (1588). Trước khi Phật giáo được truyền vào Mông Cổ, tôn giáo bản địa là Shaman giáo, một tôn giáo chịu ảnh hưởng từ truyền thống tâm linh của người Ba Tư.

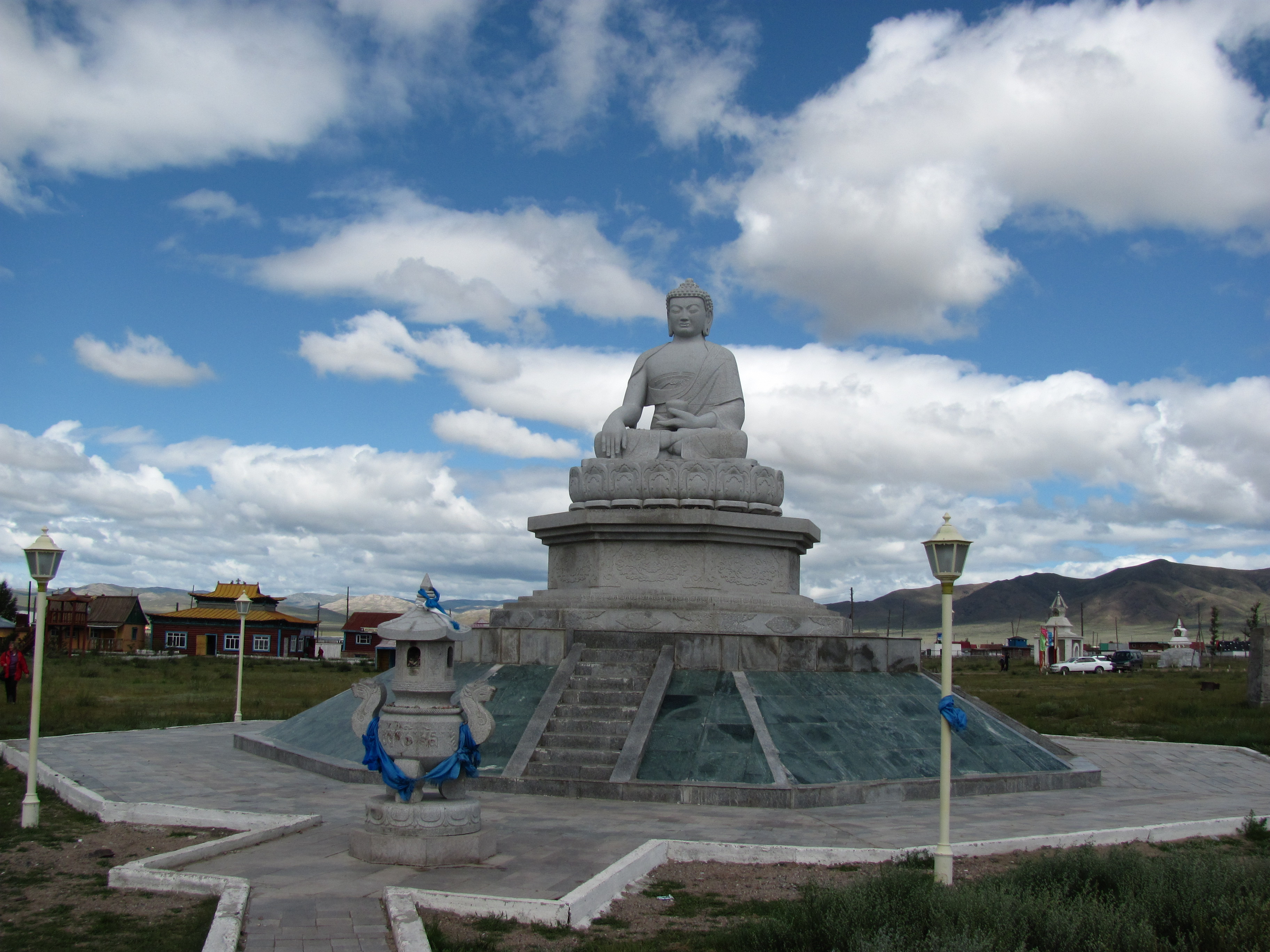
Tượng Đức Phật tại tu viện Danzandarjaa Khiid ở thành phố Mörön

Phật giáo Mông Cổ bắt đầu hưng thịnh từ thế kỷ 13 đến cuối thế kỷ 19 khi tôn giáo này trở thành quốc giáo của Mông Cổ. Đến đầu thế kỷ 20, Mông Cổ chịu nhiều đau khổ vì chiến tranh, xung đột chính trị từ các cường quốc bên ngoài, sau Trung Quốc (1912), Nhật Bản đánh chiếm vào Manchuria vào năm 1931, và sau thế chiến thứ 2 vào năm 1945, Hồng quân Liên Xô bắt đầu cuộc giải phóng cho Mông Cổ. Và từ đó trở đi Mông Cổ trở thành quốc gia xã hội chủ nghĩa, với chính sách không khoan nhượng tôn giáo, có hàng chục ngàn tăng ni và cư sĩ Phật giáo Mông Cổ trí thức bị trục xuất hoặc bị tống giam, thanh thiếu niên dưới 18 tuổi không được xuất gia, hơn 800 tự viện bị phá hủy hoàn toàn trên khắp Mông Cổ.
Từ năm 1989 đến nay, khi Mông Cổ trở thành nước đa đảng thì các rào cản về sinh hoạt tín ngưỡng được tháo bỏ, các hoạt động của Phật giáo đã từng bước trở lại bình thường, có hơn 160 ngôi Tu viện Phật giáo được xây dựng hoặc mở cửa trở lại và rất nhiều người xuất gia tu học và làm công tác truyền giáo. Hiện nay, 50% dân số Mông Cổ theo Phật giáo Tây Tạng.

### Lào

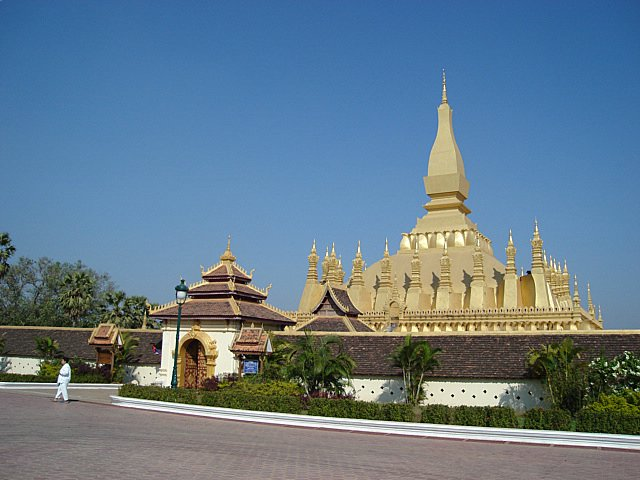
Tháp That Luang, biểu tượng nổi tiếng của Phật giáo Lào

Hầu hết nhân dân Lào theo Phật giáo. Phật giáo trở thành quốc giáo của họ. Ở Lào, Phật giáo giữ vị trí quốc giáo từ nhiều thế kỷ nay. Phật giáo có ảnh hưởng đến việc hình thành tính cách dân tộc, nhân sinh của người Lào.
Theo nhiều nguồn sử liệu còn để lại cho thấy, vào khoảng thế kỷ 12, những người Môn đầu tiên di cư xuống vùng Tây Lào đã truyền bá Phật giáo cho những cư dân tại đây. Những người Môn này đã mang theo rất nhiều kinh Phật, tượng Phật và những tu sĩ am hiểu Phật giáo từ Sri Lanka đến truyền bá Phật pháp. Từ đó họ truyền đi các ngả và phát triển rộng khắp đến các vùng phía Tây của Lào.
Đến thế kỷ 13 khi tộc người Lào Thay chinh phục xong toàn bộ phần đất Bắc Lào rộng lớn họ đã tiếp thu Phật giáo hệ phái Thượng tọa Bộ hay Therevada - Phật giáo Nam tông và phát triển rộng khắp cả vùng Bắc và Trung Lào. Thời gian này, Phật giáo Lào có quan hệ mật thiết với Phật giáo Srilanka. Trong khi đó, từ phía Nam, Phật giáo Lào cũng chịu ảnh hưởng của Phật giáo Khmer vốn theo Thượng tọa Bộ - Therevada. Dưới thời của đế chế Angkor, thống trị từ thế kỷ thứ 7 đến thế kỷ 13, Phật giáo Đại thừa đã được truyền bá vào Lào. Thế kỷ 14 khi vua Phà Ngừm (1316 - 1373) thống nhất toàn bộ lãnh thổ nước Lào, ông đã tiếp thu Phật giáo Thượng tọa Bộ từ Campuchia và phát triển trên khắp đất nước Lào.
Hiện nay, Phật giáo tại Lào tồn tại song song hai hệ phái là Phật giáo Bắc tông và Phật giáo Thượng tọa Bộ, trong đó hệ phái Phật giáo Thượng tọa Bộ - Therevada chiếm đa số. Theo con số thống kê, hiện nay ở Lào có hơn 20.000 tăng ni, khoảng 6.300 cơ sở thờ tự, chiếm khoảng 85% dân số nước này. Phật giáo Thượng tọa Bộ ở Lào phân chia thành 2 phái nhỏ là Đại tông phái truyền thống chiếm 94% số chùa, 90% số sư sãi. Tông phái này từ Thái Lan truyền sang vào thế kỷ 14. Và Pháp tông phái vốn do nhà vua Mongkut (Rama IV) của Vương triều Chakri (Thái Lan) lập ra khi nhà vua chưa lên ngôi. Phái này chủ trương cải cách Phật giáo, chủ trương bảo vệ giới luật nghiêm túc, do các cao tăng điều hành. Sư tăng của phái nầy tuy hạn chế, nhưng phần lớn là các quý tộc xuất gia, nhiều nhà trí thức, trước kia được Hoàng gia Lào ủng hộ.

### Nhật Bản

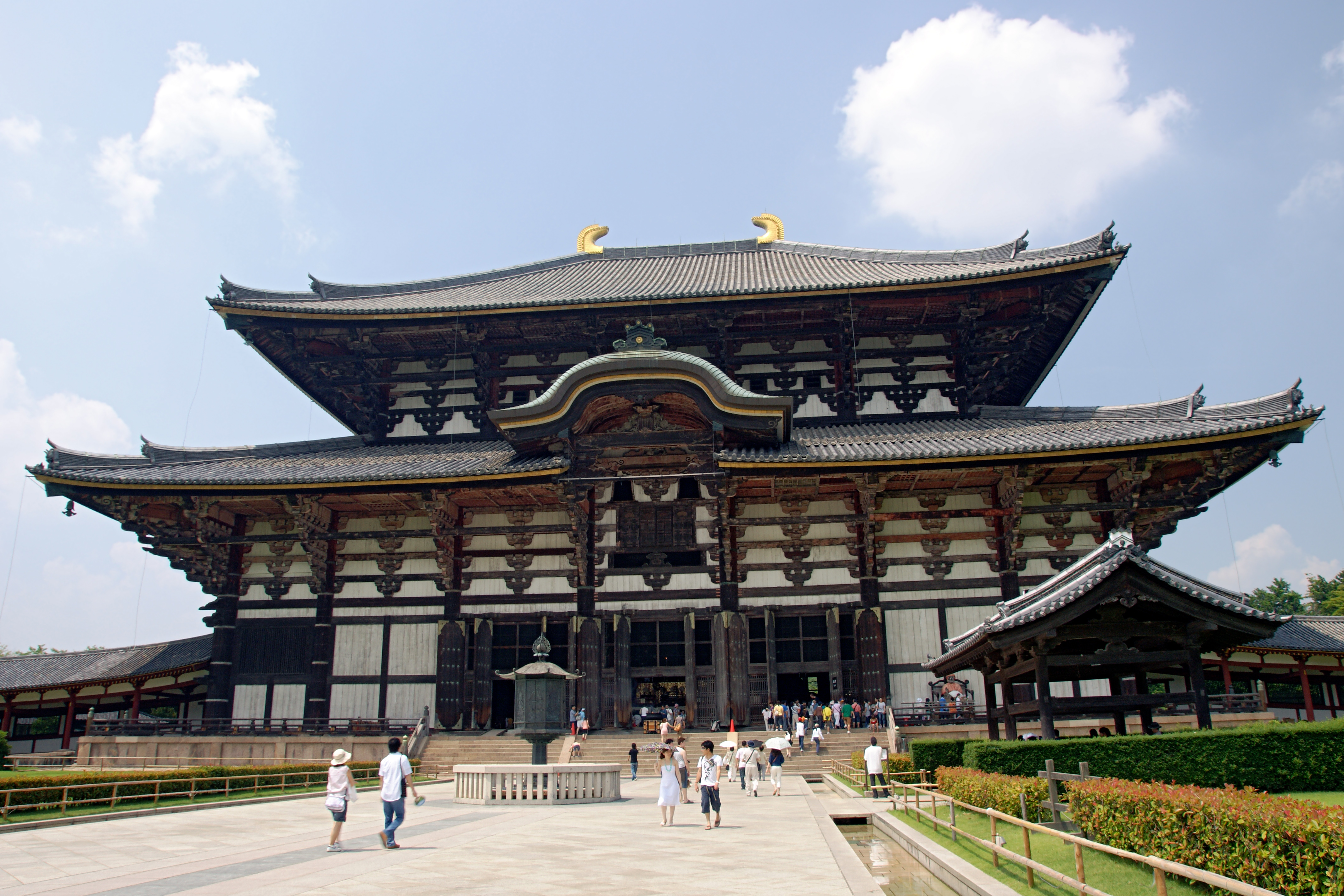
Chùa Tōdai-ji, Nara, Nhật Bản

Phật giáo bắt đầu từ Ấn Độ từ thế kỷ thứ 6 trước Công Nguyên. Một nhánh chính của Phật giáo, nhánh Mahayana hay gọi là Phật giáo Bắc tông đã du nhập vào Nhật Bản. Phật giáo được du nhập vào Nhật từ Trung Hoa và Triều Tiên dưới dạng món quà của vương quốc thân hữu Triều Tiên Kudara vào thế kỷ thứ 6 sau Công Nguyên. Trong khi Phật giáo được giới quý tộc cai trị ủng hộ, lúc đầu nó lại không phổ biến trong giới thường dân vì những lý thuyết phức tạp của nó. Đến thời Nara, Phật giáo mới phát triển mạnh mẽ trong dân chúng và toàn nước Nhật.
Trong nhiều thế kỷ, Phật giáo là quốc giáo của nước này. Ảnh hưởng lớn đến chính trị, xã hội, văn hóa của quốc gia này. Từ khi Phật giáo truyền đến nước Nhật, sự hợp nhất giữa Phật giáo và Thần đạo đã diễn ra trong một khoảng thời gian dài. Phật giáo bắt đầu thời kỳ suy vi tại Nhật vào thế kỉ 19, vào thời Minh Trị, chính quyền lúc bấy giờ đã ra sắc lệnh "Thần Phật phân ly", tách Thần Đạo ra khỏi Phật giáo, đồng thời nỗ lực chấn hưng tôn giáo bản địa. Đây là thời kì Thần Đạo phát triển mạnh mẽ với sự bảo trợ đặc biệt của chính quyền. Thần Đạo trở thành quốc giáo của Nhật Bản, gắn liền với các hoạt động của nhà nước. Phật giáo được khôi phục lại sau Chiến tranh thế giới thứ hai với việc nhiều tổ chức Phật giáo ra đời làm sống dậy các sinh hoạt Phật sự trên khắp nước Nhật.
Theo thống kê gần đây, Phật giáo Nhật Bản có 70.000 ngôi chùa, 250.000 tăng ni, 96 triệu Phật tử, chiếm 3/4 dân số. Việc nghiên cứu và giảng dạy Phật giáo khá phát triển. Có trên 20 trường đại học, trung học và viện nghiên cứu Phật giáo ở khắp đất nước Nhật. Giáo lý Phật giáo được nghiên cứu và quy tập, hiệu đính, chú giải có hệ thống bằng phương pháp nghiên cứu của phương Tây từ đầu thế kỷ XX mà đỉnh cao là sự ra đời của Đại chính tân tu đại tạng kinh. Phật giáo Nhật Bản có rất nhiều tông phái khác nhau, được chia thành mười ba tông phái chính.

## So với các tôn giáo khác
1. Bình đẳng:

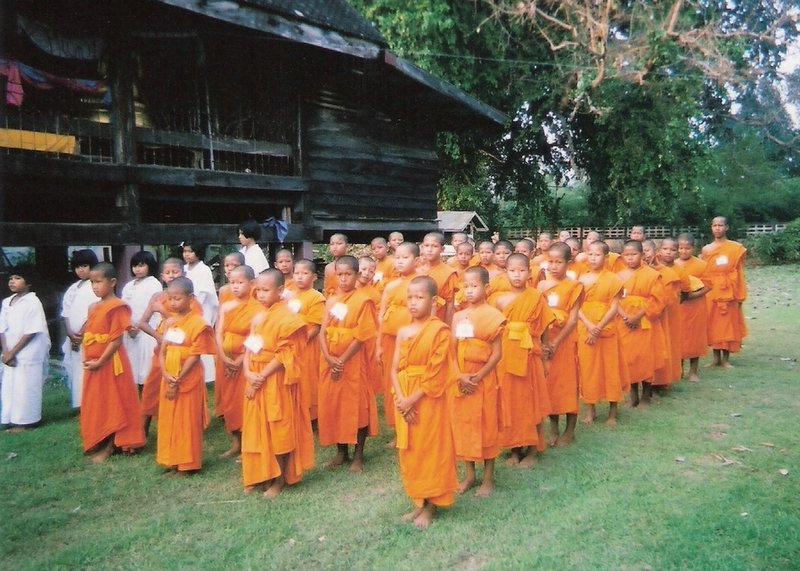
Tiểu ni cô tại Thái Lan

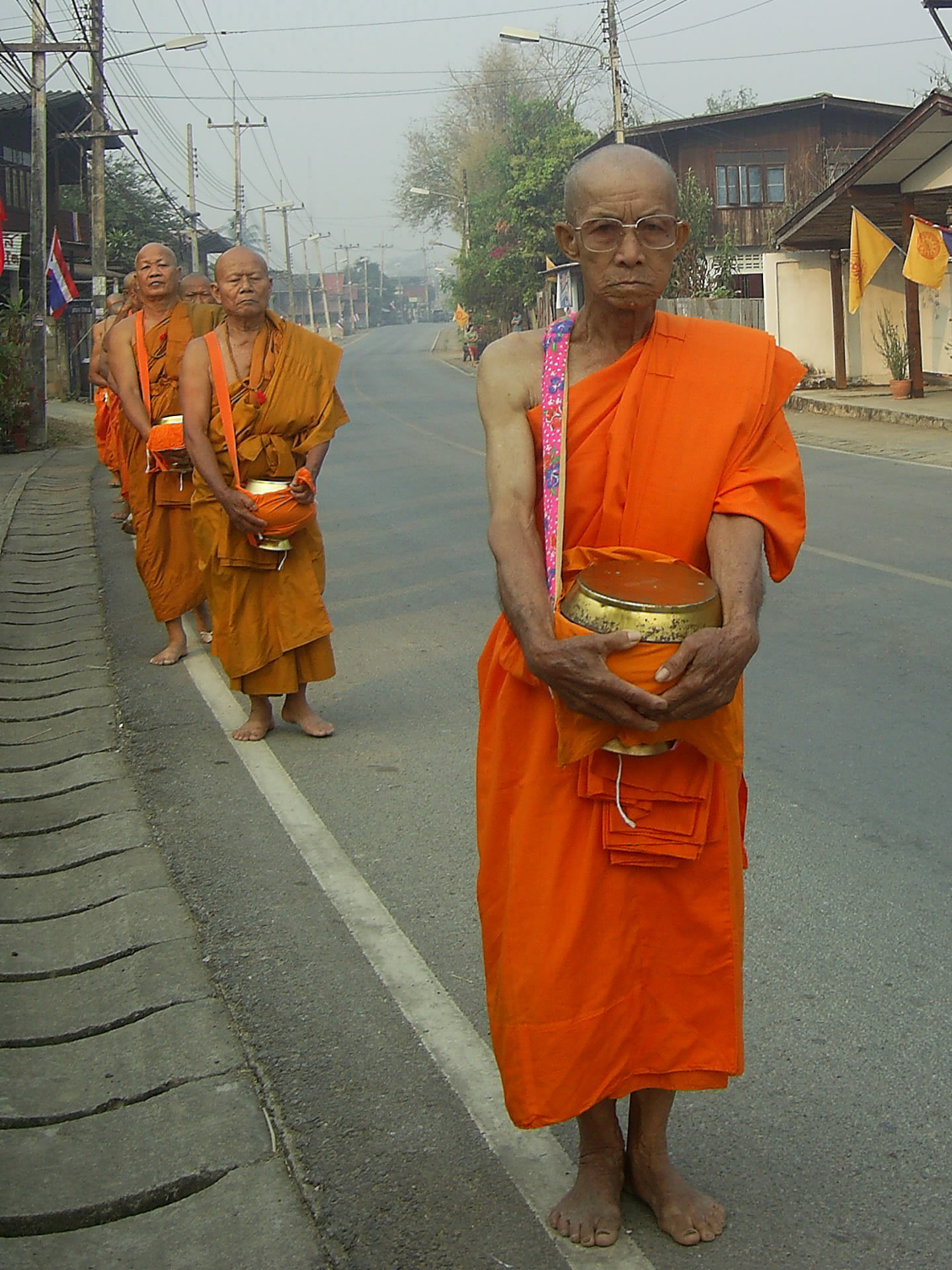
Tỳ-kheo Thái Lan đi khất thực

1. Trong các tôn giáo độc thần luôn có một đấng tối thượng. Phật giáo thì chỉ coi một trình độ nhận thức được gọi là giác ngộ là tối thượng chứ không tồn tại một đấng tối thượng. Bậc Vô thượng bồ đề hay gọi đơn giản là Phật chính là một bậc mà mọi chúng sinh đều có thể đạt được nếu kiên trì tu tập, tĩnh tâm suy nghĩ, sử dụng trí tuệ của mình để cuối cùng đạt tới giác ngộ.
2. Trong nhiều tôn giáo, tín đồ sùng bái các vị thần, các vị thần này có quyền lực siêu nhiên, con người không thể đạt tới được. Còn trong Phật giáo, danh hiệu Phật là để chỉ một người đã giác ngộ, đạt tới cảnh giới giải thoát, ra khỏi luân hồi, hoàn toàn trong sạch và hơn nữa phải là người có lòng từ bi thương yêu, cứu giúp tất cả chúng sinh không phân biệt dù hy sinh cả bản thân mình. Danh hiệu này chúng sinh có thể đạt tới, dù thời gian tu tập kéo dài rất lâu. Sự suy tôn trong đạo Phật là do tự cảm phục trước lòng từ bi, đức độ và công hạnh của người đã đạt đến bậc Vô thượng bồ đề, là sự tôn trọng dành cho một nhà hiền triết, là sự tự nguyện noi theo đức độ và giải thoát chứ không hề có sự ép buộc phải phục tùng, cầu lợi. Chính Phật cũng đã khẳng định: "Ta là Phật đã thành, chúng sanh là Phật sẽ thành".
3. Các tôn giáo khác thường có giáo hội và người đứng đầu, lãnh đạo toàn bộ tín đồ (ví dụ như Giáo hoàng của đạo Công giáo, Khalip của Đạo Hồi). Phật giáo có giáo hội nhưng không đặt ra người đứng đầu, các tín đồ đều bình đẳng. Trong Phật giáo, người có thời gian, cấp độ tu hành cao sẽ được các tín đồ khác trọng vọng, nhưng họ không có quyền chỉ đạo các tín đồ khác. Trước khi nhập diệt, Phật Thích Ca đã để lại di ngôn là tăng đoàn sẽ không có người đứng đầu (để tránh tăng đoàn bị sa vào tranh chấp quyền lực, tài sản), các bài kinh và lời dạy của Phật là điều có thể giúp các tín đồ dựa vào đó để sử dụng trí tuệ của mình tự soi sáng cho mình: "Này A-Nan, thầy cho rằng các Tỳ-kheo không có nơi nương tựa, không có ai che chở sau khi Ta nhập diệt ư? Đừng nghĩ như vậy, những Kinh, Luật mà Ta đã giảng dạy từ khi thành Phật đến nay sẽ là chỗ nương tựa che chở cho các thầy đó... Này các đồ đệ, các con hãy tự làm đuốc để soi sáng cho các con, hãy trông cậy vào chính sức mạnh của các con; hãy tinh tấn tu hành". Điều này cũng giống như Kant đã nói "Hãy có can đảm tự sử dụng trí tuệ của chính mình! đó là câu phương châm của Khai sáng[38]".

2. Quan niệm về thế giới:
1. Trong khi đó, các tôn giáo độc thần cho rằng đấng tối cao của họ là vĩnh hằng, bất biến và sáng tạo ra vạn vật, cho rằng đấng tối cao đó không sinh ra từ đâu mà đã có khi vạn vật chưa tồn tại. Còn Phật giáo thì cho rằng mọi sự vật, hiện tượng (trừ cõi Niết Bàn) đều là vô thường, không thể tồn tại vĩnh hằng, có sinh thì phải có diệt. Duyên khởi thì sinh, duyên tận thì diệt. Ngay cả không gian, thời gian, các hành tinh và cả vũ trụ cũng vậy, cũng có khởi đầu, biến đổi và cuối cùng là kết thúc. Trong Kinh Khởi thế nhân bổn, Phật thuyết giảng rằng đã có vô số các thế giới giống như Trái Đất từng được hình thành, phát triển rồi bị hủy diệt trong quá khứ, và tương lai cũng sẽ có vô số các thế giới sinh ra rồi hủy diệt như vậy (ngày nay, khoa học hiện đại đã chứng minh được rằng Mặt trời sẽ tàn lụi sau khoảng 5 tỷ năm nữa, Trái Đất cũng theo đó mà bị hủy diệt)
2. Nhiều tôn giáo cho rằng Trái Đất là trung tâm của vũ trụ. Đạo Phật thì cho rằng Trái Đất chỉ là một trong muôn vàn các thế giới cùng tồn tại, mỗi thế giới lại có những đặc điểm khác nhau, Trái Đất chỉ giống như một hạt cát trong vũ trụ. Phật giáo có khái niệm Tiểu thiên thế giới (1 ngàn hành tinh), Trung thiên thế giới (1 triệu hành tinh), đại thiên thế giới (1 tỷ hành tinh), Tam thiên đại thiên thế giới (3 nghìn tỷ hành tinh). Đức Phật nói vũ trụ này lại có vô số Tam thiên đại thiên thế giới, tức là số lượng các thế giới khác nhau gần như là vô hạn. Phật Thích Ca từng nói: "Trên vũ trụ này còn vô số những thế giới khác, trong một ly nước cũng có vô số những con trùng trong đó". Quan điểm này hiện nay đã được khoa học hiện đại chứng minh là đúng (theo thuật ngữ của khoa học hiện đại thì "Tam thiên đại thiên thế giới" chính là tương ứng với một thiên hà, còn những con trùng trong bát nước chính là vi khuẩn).

3. Quan niệm về loài người và thần linh:
1. Các tôn giáo khác coi loài người là sinh vật tối thượng. Còn trong Phật giáo, loài người (nhân giới) cũng chỉ là một kiếp sống như các loài vật khác (súc sinh giới, a-tu-la giới, thiên giới), có kiếp sống còn cao cấp hơn loài người và các kiếp sống có sức mạnh khác nhau. Song dù là người, a-tu-la, trời hay súc sinh thì cũng đều là sinh vật, phải chịu quy luật Nhân quả (làm thiện gặp thiện, làm ác gặp ác), không sinh vật nào là vĩnh cửu mà đều phải có lúc chết, lúc chết thì sẽ luân hồi sang kiếp sống khác, kiếp sau như thế nào thì phải tùy vào việc làm nhiều thiện nghiệp hay ác nghiệp (ví dụ: một người mà nhiều điều thiện thì kiếp sau có thể lên thiên giới, nhưng kiếp sau mà làm điều ác thì kiếp sau nữa lại trở thành súc sinh).
2. Trong phần lớn các tôn giáo khác, các vị thần thánh được coi là có quyền lực siêu nhiên, loài người không thể nào đạt tới cấp độ năng lực của họ. Đức Phật cũng nói về thần thánh, nhưng ông nói rằng các vị thần cũng chỉ là một dạng sinh vật trong các thế giới. Kiếp trước của các vị thần cũng chỉ là người hoặc loài vật, nhưng vì họ tạo ra nhiều thiện nghiệp nên kiếp này họ được phước báo, được đầu thai làm thần linh. Họ có quyền năng siêu phàm nhưng không phải là toàn năng (họ không thoát khỏi được luật Nhân - Quả, không thoát khỏi được sinh tử luân hồi), họ cũng không phải là bất tử (dù tuổi thọ của họ rất dài lâu, có khi lâu hơn cả một chu kỳ thế giới, nhưng rồi cũng phải đến lúc họ chết đi). Đức Phật giảng như sau: một người nếu hành thiện tích đức, tu luyện thiền căn đủ mức thì kiếp sau họ sẽ được luân hồi vào các cõi Trời, trở thành một vị thần, nhưng khi phước báo hết thì thọ mạng của vị thần đó cũng hết, họ sẽ chết và lại phải tiếp tục đầu thai vào kiếp sau (Phật nói rằng trong một số tiền kiếp, ông từng là Thiên chủ Đế Thích, vua cõi trời Đao Lợi, từng trị vì rất lâu nhưng rồi cũng phải chết đi). Đối chiếu theo quan điểm hiện đại, có thể coi các vị thần mà Đức Phật nói tới chính là những nền văn minh ngoài Trái Đất có trình độ cao hơn hẳn so với loài người.

4. Tôn thờ:

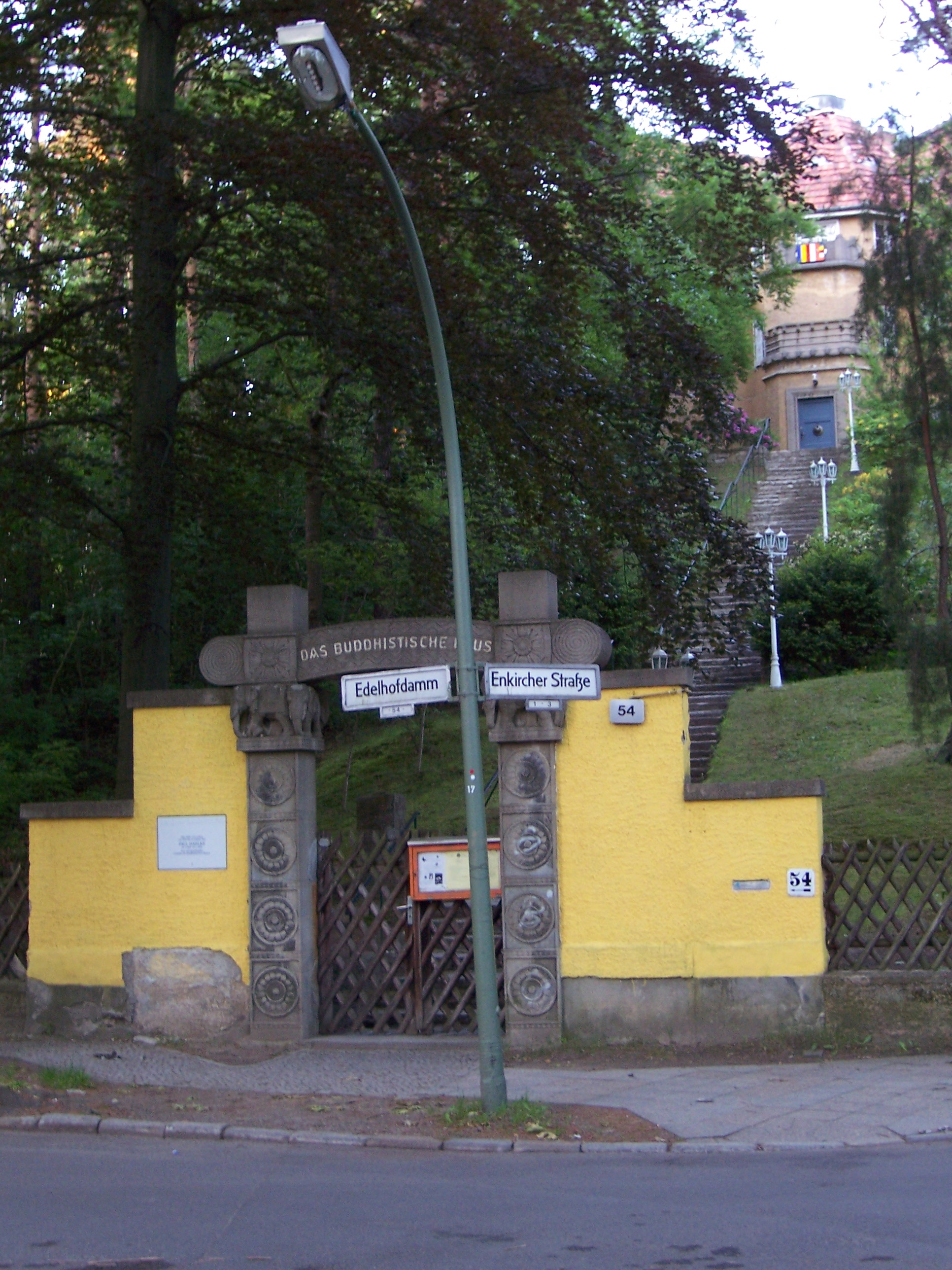
Một ngôi chùa tại Berlin, Đức

1. Phật giáo không ép buộc hay khuyến khích thờ cúng bất kỳ ai. Nên phân biệt rõ sự ép buộc thờ cúng để hưởng thụ với sự thành tâm cúng dàng, hỷ xả của một tín đồ. Một vị Phật hay một vị tăng chân chính không coi trọng bản thân mình, sẵn sàng hy sinh vì chúng sinh khiến chúng sinh cảm động. Việc chúng sinh dâng cúng là vì họ muốn tạo công đức, gieo một nhân lành, gieo một duyên tốt để từ đó diệt trừ tham lam, đi vào tu tập, xả bỏ vướng bận và giải thoát.
2. Sự cúng dường và bái lạy, hầu cận Phật là một sự ngưỡng mộ, noi theo đối với đấng Thế tôn đã giải thoát và từ bi vô lượng. Khi một người đạt đến quả vị Vô thượng bồ đề thì cả vũ trụ đều rúng động và suy tôn vì đức độ vĩ đại của vị Phật đó chứ vị Phật đó không còn mong muốn ai suy tôn, thờ cúng cho mình. Quả vị đó là một sự thật chứ không phải tự phong. Phật đã đạt tới và Phật nhận tất cả tấm lòng của chúng sinh hướng về chính đạo để hướng dẫn cách giải thoát cho chúng sinh. Hơn hết tất cả, quả vị Vô thượng bồ đề là bậc mà mọi chúng sinh đều có thể tự tu tập và đạt được theo sự chỉ bảo của Phật.
3. Một tôn giáo thường được định nghĩa qua mối tương quan giữa con người với các điều siêu nhiên hoặc thế lực siêu nhiên. Hầu hết các tôn giáo tin vào những thế lực siêu nhiên này, và được hình tượng hóa bằng đấng tối cao, hoặc các vị thánh hay thần linh... sáng tạo ra con người, con người chịu sự chi phối của họ cùng với lý tưởng có thưởng - có phạt tùy theo công trạng và cách sống. Nếu xét theo tiêu chuẩn của định nghĩa đó thì đạo Phật không được xem là một tôn giáo vì thế giới quan đạo Phật không có một đấng tạo hóa tối cao hoá sinh muôn loài và có quyền ban thưởng, phạt ác dù rằng đạo Phật có những sinh hoạt về tôn giáo.[39]

Tóm lại, Phật giáo giống như con đường giải thoát dành cho tất cả chúng sinh, không phân biệt ai. Phật giáo nói lên một con đường khách quan để đi tới chân lý. Giáo lý của Phật giáo không phải do Phật sáng tạo ra mà là chân lý khách quan theo giác ngộ của Phật. Phật chỉ là người phát hiện, dấn thân và chứng đắc, để rồi đi truyền dạy lại cho chúng sinh cách để giải thoát với trí tuệ và lòng từ bi vô lượng. Phật xem tất cả chúng sinh là bình đẳng, và ai cũng hoàn toàn có thể trở thành Phật trong tương lai.

## Ảnh hưởng tới văn hóa

### Việt Nam
Những danh từ chuyên môn của Phật giáo đã biến thành văn hóa người Việt qua ngôn ngữ của người bình dân Việt Nam thường sử dụng, đã được truyền bá rộng rãi trong dân gian và trở nên phổ biến trong văn hóa người Việt.
- Bụt chính là phiên âm của từ Buddha trong tiếng Phạn, chính là chỉ Đức Phật. Trong truyện cổ tích Việt Nam thường thấy nhân vật Bụt xuất hiện để cứu giúp người lương thiện, trừng trị kẻ ác.
- Khi khấn vái trước bàn thờ tổ tiên, người Việt thường mở đầu bằng câu "Con nam mô A Di Đà Phật". A Di Đà Phật là vị Phật cai quản cõi Tây phương cực lạc, người Việt khấn như vậy để thể hiện mong muốn vong linh của tổ tiên được Phật A Di Đà tiếp dẫn, đưa tới tái sinh ở cõi Phật thanh tịnh.
- Người Việt có lễ xá tội vong nhân, Vu Lan báo hiếu xuất phát từ một điển tích trong Phật giáo, đó là việc tôn giả Mục Kiền Liên (1 trong 2 đại đệ tử của Phật Thích Ca) đã báo hiếu bằng việc khẩn cầu công đức của chư Tăng các phương để cứu mẹ ra khỏi kiếp ngạ quỷ.
- Người Việt có câu ca dao "Dẫu xây chín bậc phù đồ (bảo tháp), chẳng bằng làm phúc cứu cho một người" - hàm ý rằng cứu một mạng người tạo ra công đức còn hơn cả xây bảo tháp thờ Phật, câu nói thể hiện triết lý của đạo Phật là "phổ độ chúng sinh", coi trọng việc hành động theo lời Phật dạy hơn là chỉ phô trương hình thức.
- Con người mỗi khi thấy những ai bất hạnh, bị hoạn nạn đau khổ thì liền tỏ lòng thương xót và thốt lên câu: Tội nghiệp quá!... Hai chữ tội nghiệp là danh từ chuyên môn của Phật giáo với ý nghĩa chỉ cho nghiệp báo tội ác đã định. Cụm từ "tội nghiệp quá!" là câu nói của người bình dân hàm súc hai ý nghĩa: Một là phán định tội lỗi, và hai là tâm linh chia sẻ. Phán định tội lỗi, nghĩa là người này đã gây nghiệp tội ác quá nặng trong quá khứ cho nên giờ đây phải chịu quả báo khổ đau không thể trốn tránh. Tâm tình chia sẻ, nghĩa là thấy họ hoạn nạn đau khổ thì bộc lộ tâm tình thương hại để san sớt phần nào niềm đau nỗi khổ của họ.
- Người bình dân muốn diễn tả số lượng người ta quá đông đảo hoặc số lượng vật gì quá nhiều thì liền dùng câu "Hằng hà sa số" để tỏ bày. Hằng hà sa số là danh từ chuyên môn của Phật giáo với ý nghĩa là số nhiều như cát sông Hằng. Sông Hằng (sông Gange) là chỉ cho một trong hai con sông lớn nhất của Ấn Độ. Ấn Độ có hai con sông nổi tiếng thế giới là sông Ấn (Indus) và sông Hằng (Gange) và hai con sông này khai nguồn tài nguyên sức sống cho toàn thể dân tộc Ấn Độ phát triển và tồn tại. Trong các kinh luận, Phật giáo cũng thường dùng những ngôn từ "Hằng hà sa số" nhằm để nói lên số lượng quá nhiều không thể đếm được
- Khi thấy một số người đi lang thang khắp nơi, sống rày đây mai đó, không chịu dừng chân một chỗ nào lâu dài, người bình dân thường gắn cho họ một ngôn từ đơn giản là kẻ sống Ta bà thế giới. Ta bà thế giới là ngôn từ chuyên môn của Phật giáo nhằm chỉ cho thế giới mà loài người đang sống, bao gồm cả sáu cõi luân hồi chúng sanh sống chung lẫn lộn với nhau, gồm cõi địa Ngục, cõi Ngạ Quỷ, cõi Súc Sanh, cõi loài người, các cõi Trời. 6 cõi nói trên có một danh từ gọi chung là "cõi Dục Giới", bởi chúng sinh ở 6 cõi này bị chi phối mạnh mẽ bởi các Dục (các ham muốn của bản thân). Tuổi thọ của chúng sinh ở cõi Dục giới đa phần là ngắn ngủi, mỗi kiếp sống thường chỉ là tạm bợ rồi lại phải chết và luân hồi sang kiếp sống khác, hạnh phúc thì ít mà khổ đau thì nhiều. Ngôn từ "Ta Bà Thế giới" của Phật giáo đã được người Việt Nam tiếp nhận trở thành văn hóa người Việt, dùng để chỉ cõi trần của con người.

### Trung Quốc
Ảnh hưởng rõ ràng nhất của Phật giáo nguyên thủy từ Ấn Độ khi đến Trung Quốc đã phân tách thành các dòng lớn, mang màu sắc văn hóa nước này. Phật giáo Trung Quốc chủ yếu là Phật giáo Bắc tông Hán truyền. Ở những tỉnh như Tây Tạng, Tứ Xuyên, Thanh Hải thì có hệ thống Tạng truyền. Tại tỉnh Vân Nam có hệ thống Phật giáo Nam truyền. Nhiều nghiên cứu đã khẳng định rằng Phật giáo rất phù hợp cho sự phát triển về kinh tế - xã hội và văn hóa của đất nước Trung Quốc. Với sách lược là phải khôi phục toàn bộ văn hóa truyền thống của Trung Quốc, trong đó Phật giáo cũng được khôi phục và phát triển, đã giúp nhu cầu về tín ngưỡng cũng như tu học của con người trong xã hội Trung Quốc ngày càng cao, và do vậy, Phật giáo đã ứng dụng các tiện ích hiện đại để đáp ứng nhu cầu đó một cách trọn vẹn.

### Ấn Độ

Biểu tượng Ashoka Chakra trên quốc kì Ấn Độ

Ngày nay, Phật giáo không còn tồn tại phổ biến ở Ấn Độ nữa. Tuy nhiên, nhiều hệ phái của Ấn Độ giáo coi Phật Thích Ca là hóa thân thứ 9 của thần Vishnu, hóa thân cuối cùng của vị thần này để giáo hóa nhân gian trước khi kết thúc một chu kì của vũ trụ (ở hóa thân thứ 10, Vishnu sẽ trở lại thế gian, cưỡi trên một con ngựa trắng cùng với thanh gươm rực rỡ để hủy diệt những con quỷ và những con người độc ác còn sót lại trước khi thế giới được thiết lập lại). Do vậy, Phật Thích Ca ngày nay vẫn được tôn thờ trang trọng trong hệ thống tôn giáo Ấn Độ.
Quốc kì Ấn Độ ngày nay có họa tiết trung tâm là Ashoka Chakra (bánh xe pháp của A-dục vương). A-dục vương là vị vua đầu tiên đã thống nhất gần như toàn bộ Ấn Độ, và ngài cũng là một Phật tử thành tín, đã tổ chức truyền bá Phật giáo ra khắp châu Á. Biểu tượng Ashoka Chakra chính là dựa theo Pháp luân của Phật giáo. 24 nan hoa của Ashoka Chakra đại diện cho 12 liên kết nhân quả được dạy bởi Đức Phật và paṭiccasamuppāda (Duyên khởi) theo thứ tự thuận và nghịch. Khi sử dụng biểu tượng này trên quốc kì, Ấn Độ muốn thể hiện tinh thần kế tục di sản của A-dục vương, vị vua thành tín với đạo Phật.

## Nhận xét
Nhà bác học Vật lý Albert Einstein có nhắc qua về Phật giáo trên tờ New York Times số ra 09.11 năm 1930 như sau:
| “ | ...một người được giác ngộ bởi tôn giáo, đối với tôi có vẻ như là người cố gắng đến khả năng cực đại của bản thân, giải thoát mình khỏi những xiềng xích của những ham muốn ích kỷ của mình và đi sâu, chìm đắm trong những suy nghĩ, cảm xúc và nguyện vọng, những cái mà người đó luôn giữ chặt, vì giá trị của siêu-cái tôi cá nhân (gọi tắt là X). Tôi thấy rằng, dường như cái quan trọng là sức mạnh của những thứ (nội dung) nằm trong X... chứ không cần quan tâm đến bất kỳ một nỗ lực nào được thực hiện để thống nhất những điều này với một đấng Thiên chúa, nếu không thì nó có thể không khả thi khi tính Phật và Spinoza là như loại hình tôn giáo (nhân cách). Theo đó, người mộ đạo theo cảm giác (có ý thức) rằng, họ không hề nghi ngờ gì về tầm quan trọng của các đối tượng nằm trong X này và về các mục tiêu, cái mà không cần và cũng không có đủ khả năng xây dựng nên dựa trên một nền tảng khoa học hợp lý... Theo cách hiểu này, tôn giáo là nỗ lực lâu đời của nhân loại để trở nên rõ ràng và được nhận thức hoàn toàn đầy đủ về những giá trị và mục tiêu, và không ngừng củng cố cũng như mở rộng ảnh hưởng của nó. Nếu mọi người quan niệm về tôn giáo và khoa học theo những định nghĩa này, thì một cuộc xung đột giữa tôn giáo và khoa học dường như là không thể. Vì đối với khoa học chỉ có thể xác định nó "là gì", chứ không phải nó "nên là gì"... | ” |

Friedrich Nietzsche dù ngưỡng mộ song cũng kèm theo phê phán việc Phật giáo thúc đẩy những thứ ông gọi là "thuyết hư vô" (nihilism). Ông cho rằng, Phật giáo có thể được mô tả như một nỗ lực, thông qua sự kiềm chế từ hành động, để thoát khỏi đau khổ và đi vào trạng thái không tồn tại một cách tuyệt đối, cái mà ông phê phán và cho rằng đó là sự trốn chạy hèn nhát trước thực tại. Nhưng học giả người Mỹ Benjamin A. Elman cho rằng Friedrich Nietzsche đã hiểu biết sai lệch và cực đoan về đạo Phật.